# Джотто ди Бондоне
Джо́тто (итал. Giotto di Bondone; 1266 или 1267, Виккьо — 8 января 1337, Флоренция) — итальянский живописец и архитектор XIV века, один из первых представителей проторенессанса. Ключевая фигура в истории западноевропейского искусства. Преодолевая византийскую иконописную традицию, Джотто стал основателем итальянской школы живописи, разработал новый подход к изображению пространства. Произведениями Джотто вдохновлялись Леонардо да Винчи, Рафаэль Санти, Микеланджело Буонарроти.

## Биография

### Ранние годы
Джотто родился в 1266 либо 1267 году в деревне Веспиньяно близ городка Виккьо, расположенного к востоку от Флоренции, в семье кузнеца.
Ранее были и иные предположения о дате рождения Джотто, вплоть до 1275 года и даже позже. Например, Вазари полагал, что Джотто родился в 1276 году. Однако современные датировки ранних работ, достаточно уверенно атрибутированных Джотто, заставляют отнести его рождение на более ранние годы (см. далее, например, о работах в Ассизи).
Отец будущего художника носил имя Бондоне (ум. 1311/1313). Позднее Джотто приобрёл в Веспиньяно земли — считается, что участок с усадьбой Джотто включил в себя место, где стоял дом его родителей — и построил в усадьбе новый дом, который использовал и как жилой, и как собственную художественную мастерскую. Этот дом сохраняется общественным фондом из Виккьо как музей «Casa natale del Giotto» и открыт для посещения.
Ещё по одной версии Джотто родился во Флоренции, в приходе церкви Санта Мария Новелла, в квартале Св. Панкратия. Неоднократно во флорентийских документах художник упоминается как «del popolo di Santa Maria Novella». Вероятнее всего, это означает не место рождения, а место постоянного проживания либо владения домом во Флоренции.
Имя Джотто, возможно, — сокращенное «Амброджотто» (от «Амброджио»), но не исключено, что это самостоятельное имя, образованное на старом тосканском диалекте .
По сообщению Вазари и других авторов, Джотто был учеником Чимабуэ (эту точку зрения подвергают сомнению отдельные современные исследователи). Рассказ о том, как Чимабуэ, проезжая по мосту через реку Сьеве около Веспиньяно на пути из Флоренции в Ареццо, увидел рядом с мостом юного пастуха, который рисовал «с натуры» овцу угольком на плоском камне у дороги — а это и был Джотто — понял, что перед ним талант и взял его к себе в ученики, ныне многими историками искусства считается легендой, восходящей к «Жизнеописаниям…» Вазари. Но этот сохранившийся древний мост вблизи Веспиньяно до сих пор носит имя «Ponte Cimabue» («мост Чимабуе») и рядом с ним установлена ещё в позапрошлом веке стела с описанием встречи Чимабуе и Джотто и, с другой стороны моста, небольшой памятник начала XX века, на котором изображен Чимабуе, наблюдающий за мальчиком, рисующим на камне овцу.
Чимабуэ и Джотто вместе работали над фресковыми росписями в церкви Сан Франческо в Ассизи и, по оценке того же Вазари, ученик превзошёл учителя.
В одном из документов 1301 года Джотто назван владельцем дома во Флоренции. В том же 1301 году упоминается, что Джотто состоит в браке с Чиутой ди Лапо дель Пела. У них было восемь детей, один из сыновей также стал художником.
Художник умер 8 января 1337 года во Флоренции во время работы над фреской «Страшный суд» в капелле Барджелло.

### Фрески церкви Сан Франческо в Ассизи

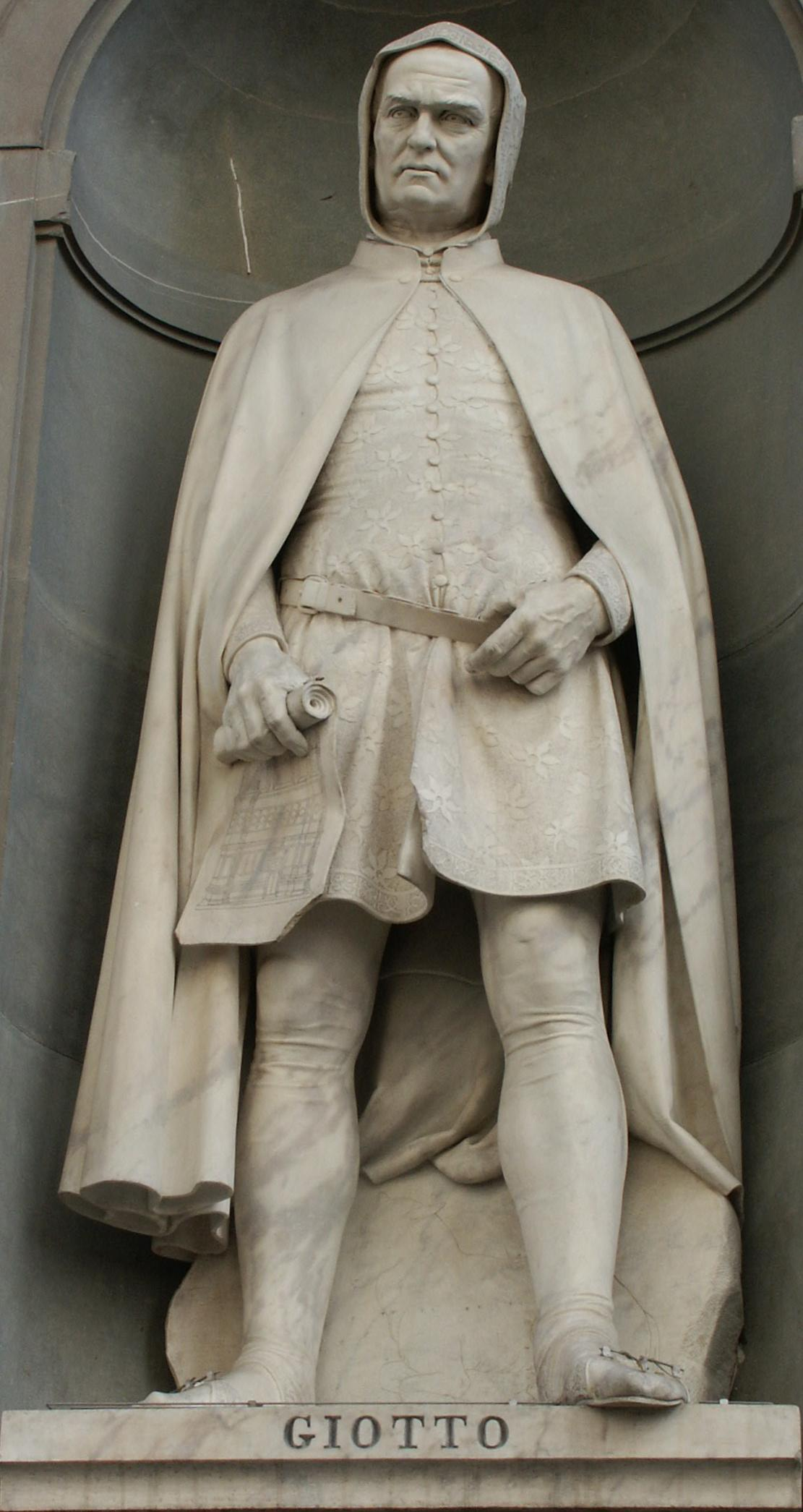
Статуя Джотто. галерея Уффици, Флоренция

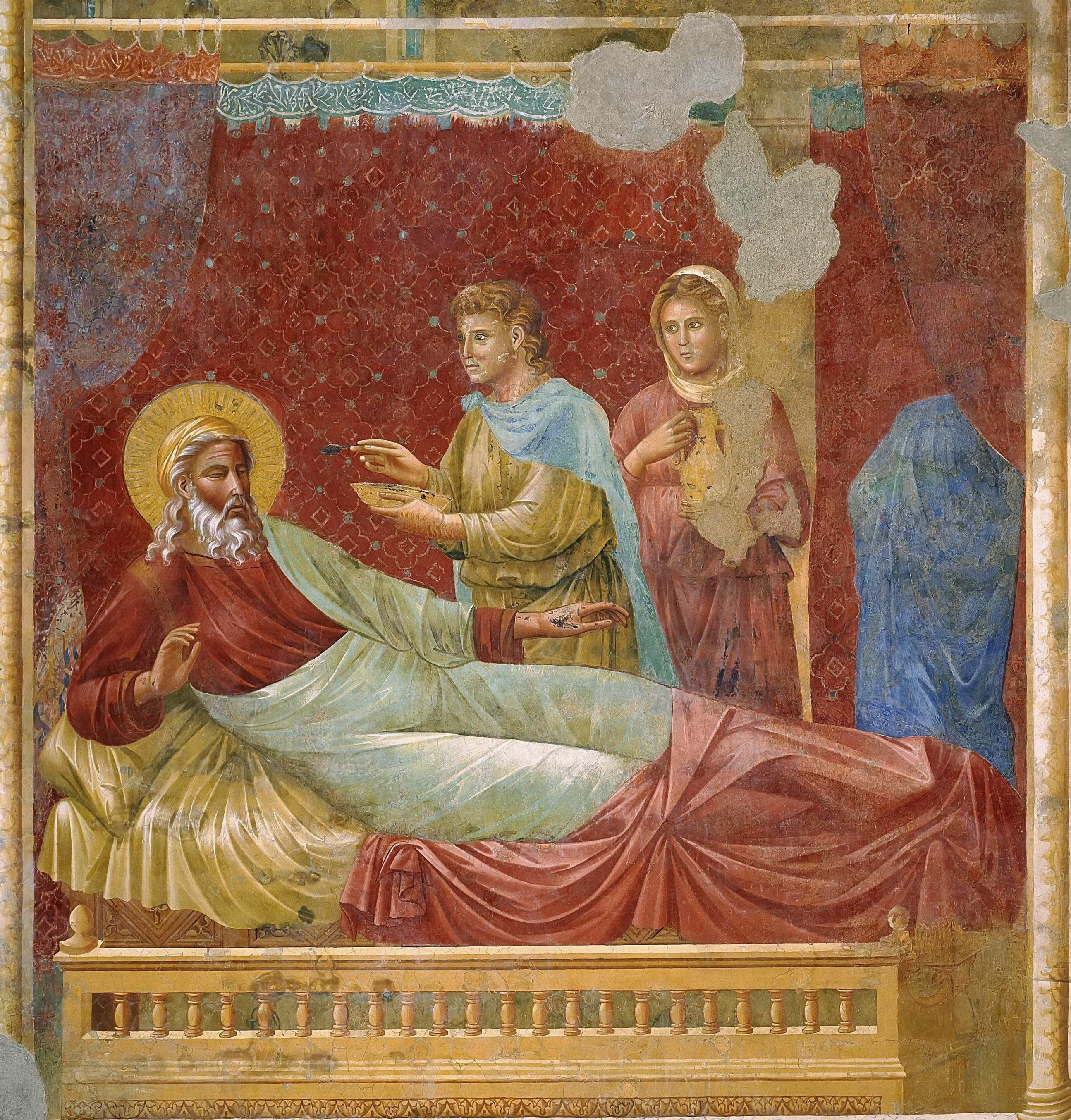
Исав перед Исааком. Фреска. Около 1295. Ассизи, церковь Сан Франческо, верхняя церковь

Роспись верхней церкви Сан Франческо в Ассизи была начата около 1288 года. Две сцены в верхнем ярусе церкви, посвящённые истории Исаака и Иакова, долгое время относили к работам неизвестного мастера, Мастера Исаака. Эти сцены основательно отличаются своими художественными достоинствами от других фресок Сан Франческо. Композиционное построение, живость персонажей, тонкая моделировка с помощью светотени, — всё позволяло говорить о появлении принципиально нового направления в живописи того времени. Мастера Исаака относили к кругу Каваллини или отождествляли с Арнольфо ди Камбио. Позднее исследователи обратили внимание на сходство Иакова с Иоанном с Распятия из церкви Санта Мария Новелла во Флоренции и пришли к заключению, что обе работы завершены примерно в одно и то же время (около 1290), и их автором является Джотто. По Вазари, именно Джотто по заказу главы ордена францисканцев Джованни Муровале создал сцены из жизни святого Франциска в верхней церкви в Ассизи. Цикл из двадцати восьми эпизодов был создан в довольно короткий срок — два года, что предполагает работу не одного художника, а целой мастерской. Тем не менее он отличается цельностью замысла, ровным изобразительным языком и общим иллюзионистским решением.
Фрески в нижней церкви Сан Франческо на тему молодости и распятия Христа выполнены мастерской Джотто гораздо позднее, в 1315—1320 годах. Фрески на средокрестном своде нижней церкви (1308—1328) впервые приписал Джотто Вазари. Они посвящены прославлению добродетелей святого Франциска, который восстановил евангельские заповеди. Аллегорические фрески изображают Послушание, Благоразумие и Смирение. Венец цикла — Прославление святого Франциска (Gloriosus Franciscus), где святой вступает в Царствие Небесное. Исследователи отмечают необычный, очень светлый колорит фресок, который достигается тончайшей градацией жёлтого, розового и зелёного цветов.

### Капелла дель Арена. Падуя

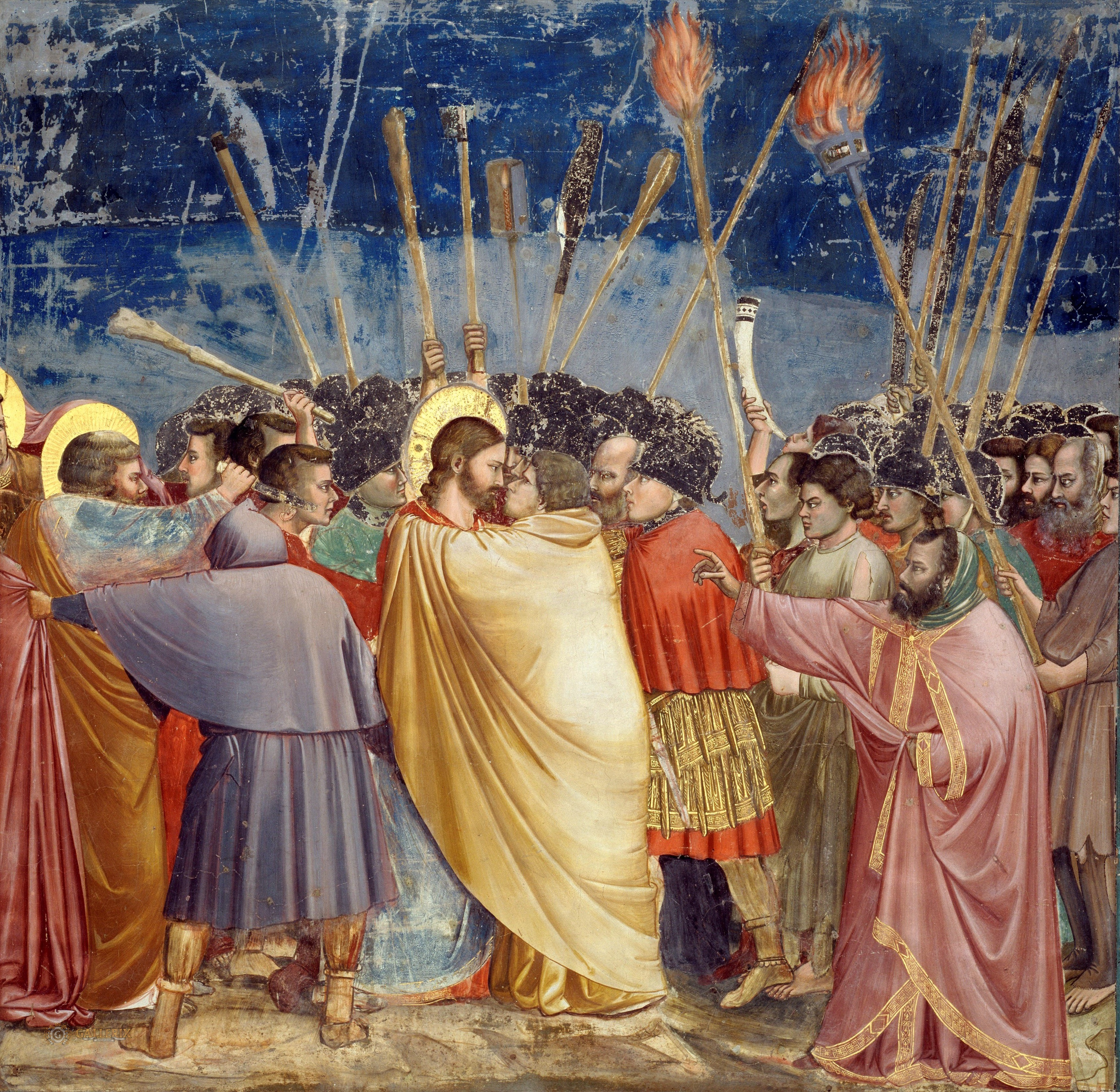
Поцелуй Иуды. Деталь росписи Капелла дель Арена. Южная стена. Падуя

Пространственная перспектива, схожая с перспективой фресок верхней церкви Сан Франческо, появится в цикле росписей в капелле дель Арена в Падуе. Между 1303 и 1305 годами создано это главное произведение Джотто. Иногда Джотто также называют архитектором капеллы (этот вопрос оспаривается многими исследователями), но несомненно, что именно ему принадлежат фрески капеллы, — феррарский хронист Риккобальдо в 1312—1313 годах называет их «творением Джотто», наряду с росписями францисканских церквей в Ассизи, Римини и Падуе. Под его руководством был расписан центральный неф; росписи на стенах апсиды относятся к школе Джотто, считается, что они выполнены после 1317 года. Работа художника в капелле, выполненная по заказу гражданина Падуи Энрико Скровеньи, знаменует собой решающий поворот в развитии европейской живописи — отражение реального физического пространства, в котором движется человек. Цикл состоит из тридцати шести фресок с изображением юности Христа и Страстей. Их размещение на стенах строго продумано с учётом планировки капеллы и её естественного освещения. Джотто и в этой работе привлекал учеников и помощников, но без ущерба для целостности общего замысла. С особым блеском здесь проявилось композиционное мастерство Джотто. Сдвигая перспективную точку зрения, художник достигает этим оптическим смещением нужного направления взгляда зрителя. Построение картины он подчиняет художественной логике, но без навязчивой эффектности.
Согласно источникам, после 1306 года в падуанской ратуше — «Дворце городского суда» (итал. Palazzo della Ragione) — Джотто изобразил, следуя указаниям астронома Пьетро д’Абано, фреску «Небесное знамение».

### 1300—1310 годы
Согласно некоторым источникам, Джотто был в Риме в юбилейном 1300 году. Возможно, именно тогда он создал по заказу кардинала Якопо Стефанески рисунок для мозаики Навичелла, прославившую художника на всю Италию. Она находилась в атриуме старой базилики (IV века) Святого Петра. В последнее время эту работу Джотто относят к 1310 году. Летописец Филиппо Виллани (англ. Filippo Villani) приводит мозаику в качестве доказательства мастерства Джотто, который так умел изобразить персонажей, что казалось, будто «они дышат, разговаривают, плачут или радуются». Об этой мозаике писал Леон Баттиста Альберти в своём трактате о живописи De picturaе (1435). Сюжет композиции — Чудo на Генисаретском oзepe — один из эпизодов общественного служения Христа. Иисус спасает корабль апостолов, попавший в бурю, и утопающего Петра. Символически это истолковывается как спасение самой Церкви от всех несчастий. Мозаика была разрушена при сносе старой постройки, сохранилась лишь её копия эпохи барокко (по мнению Норберта Вольфа, неудачная) в портике новой церкви. О её подлинном виде можно судить лишь по рисункам художников XIV—XV веков и уцелевшему оригинальному обрамлению с головами двух ангелов.

### Флоренция.Санта Кроче

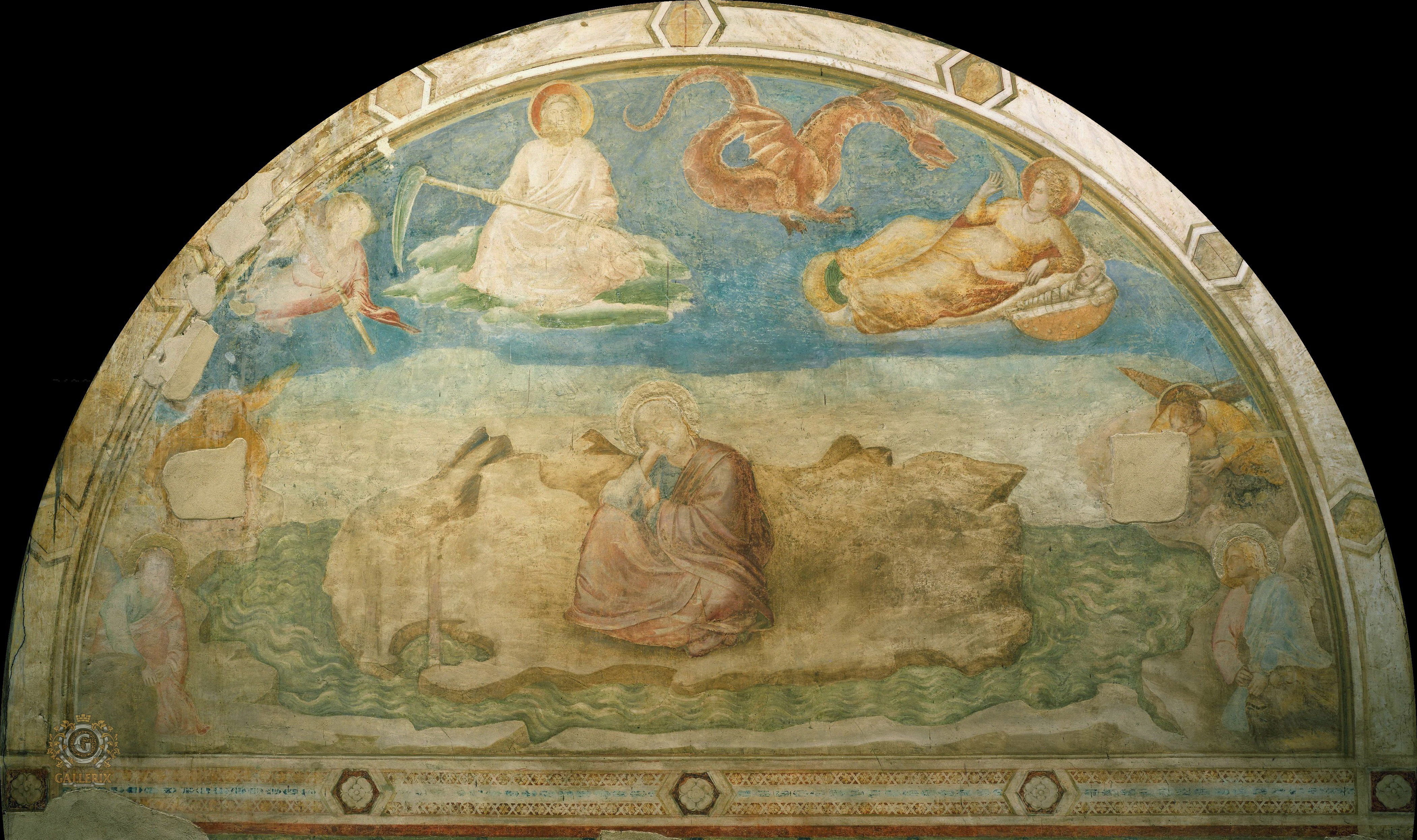
Видение Иоанна на острове Патмос. Фрагмент стенной росписи. Секко. Капелла Перуцци (южная стена). Базилика Санта-Кроче, Флоренция

В 1312—1315 годах Джотто упоминается в нотариальных записях и судебных актах в связи со своей кредиторской деятельностью. Один из договоров Джотто — на сдачу в аренду ткацкого станка некоему Бартоло Ринуччи (по годовой ставке 120 %; при том, что обычной была 50 %) — заверен нотариусом Лапо ди Джанни, другом Данте.
Возможно, в 1315—1318 годах художник побывал при папском дворе в Авиньоне, так как в это время отсутствует упоминание его имени во флорентийских документах. Вазари сообщает, что Джотто вернулся из Авиньона в 1316 году. Исследователи полагают, что художник испытал влияние утончённой авиньонской живописи. С 1320 года Джотто — член цеха медиков и аптекарей (Arte dei Medici e degli Speziali), куда в то время входили живописцы.

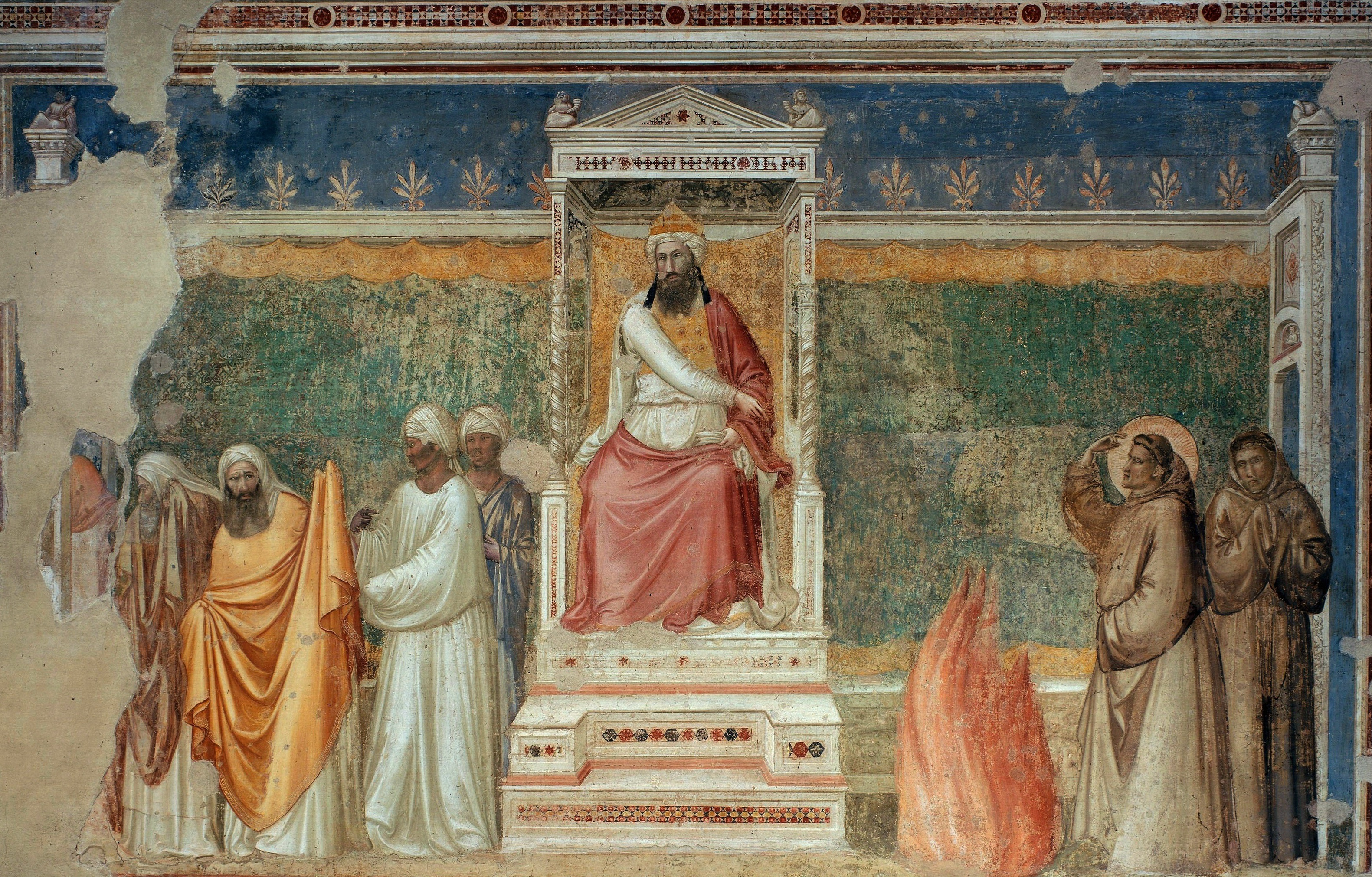
Испытание огнём перед султаном. Около 1325—1328. Капелла Барди (южная стена). Базилика Санта-Кроче, Флоренция

Историки искусства приписывают росписи капеллы Перуцци в базилике Санта-Кроче, выполненные в технике секко, руке Джотто. Вероятно, созданы они около 1320 года, так как в рельефах бронзовой двери баптистерия (1330) Андреа Пизано повторяются мотивы росписи. Капелла посвящена Иоанну Крестителю и Иоанну Богослову.
Отличительная особенность росписей — размещение композиций на картинах необычайно широкого формата, что усилило впечатление монументальности и позволило художнику показать свободное движение персонажей на фоне сложных архитектурных комплексов. Выполненные в нестойкой технике, картины, серьёзно пострадавшие от наводнения и пережившие несколько неудачных попыток реставрации, большей частью утратили верхний красочный слой. 
Фрески капеллы Барди написаны в сочетании с живописью секко. Их создание относят к 1325—1328 годам. Тема цикла из семи сцен — легенда о святом Франциске. Размеры капеллы позволили создать монументальные композиции, задуманные как единое целое. Стилистически фрески несколько отличаются от живописных произведений капеллы Перуцци, Ассизи и Падуи, это может быть объяснено тем, что росписи выполнялись разными членами мастерской Джотто.

### Неаполь
По сообщению Вазари, ещё будучи во Флоренции, Джотто на стене Палаццо делла Синьория создал портрет сына короля Неаполя Роберто Анжуйского. Карл Калабрийский, мэр Флоренции в 1326—1327 годах, был изображён коленопреклонённым перед Мадонной. В 1328—1333 годах Джотто находился при дворе неаполитанского короля Роберто Анжуйского. Возможно, что Барди, банкиры короля, рекомендовали художника ему. Джотто работал над росписями в церкви Кастель Нуово, капелле ди Санта Барбара, личной капелле короля. Серия фресок «Девять героев» (не сохранилась) в одном из залов Кастель Нуово упоминается в сонетах Франческо Петрарки. 20 января 1330 года король Роберто присвоил Джотто титул придворного художника.

### Последние годы

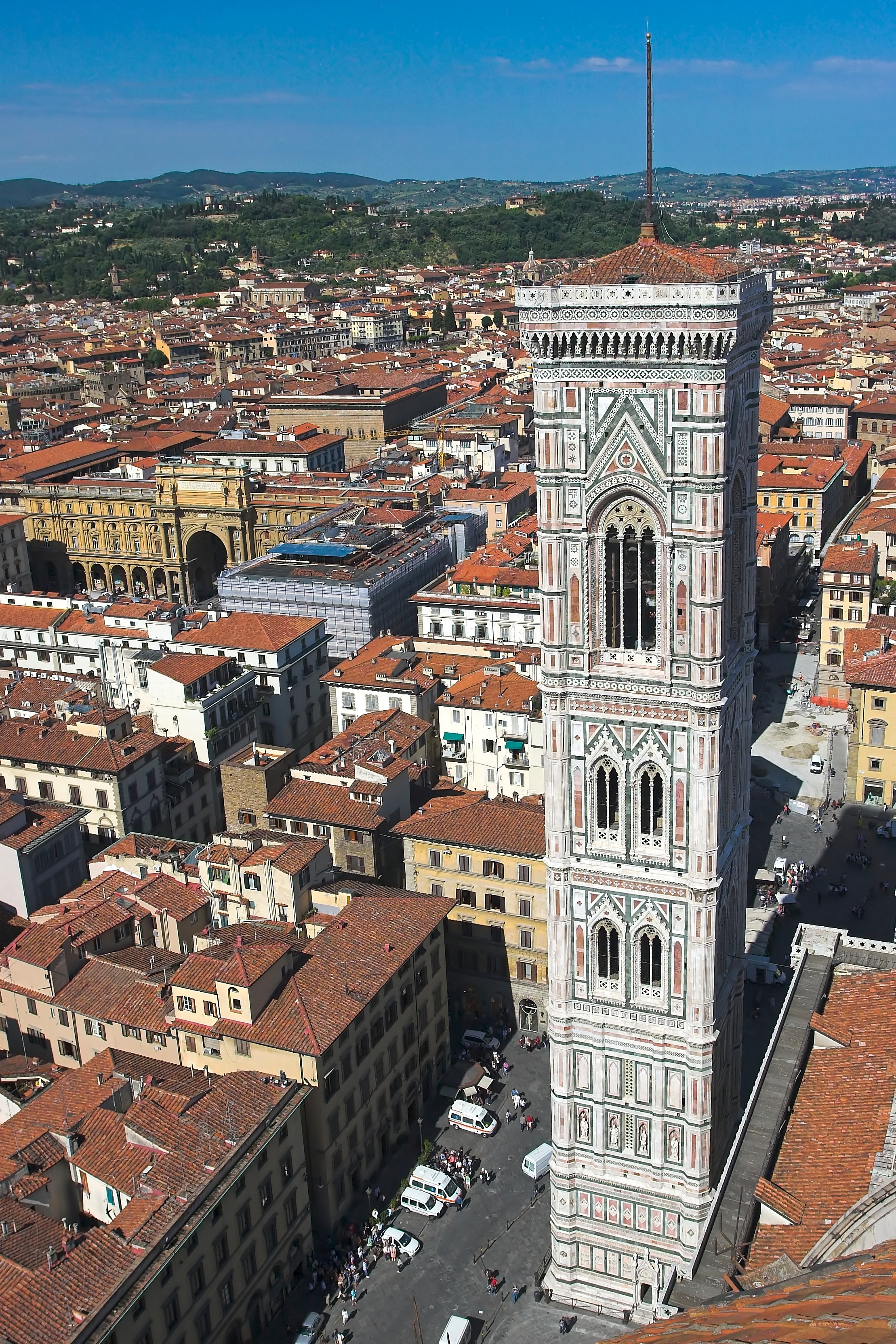
Кампанила Джотто, Флоренция

Весной 1334 года Джотто был назначен главным архитектором Флоренции с годовым гонораром в 100 золотых. В свидетельстве о назначении особо отмечались знания и учёность художника (scientia et doctrina). В его обязанности входило руководство работами по строительству новой городской стены, ремонту мостов после паводка и возведению соборной колокольни Санта-Мария-дель-Фьоре — Кампанилы. Разрабатывал проект кампанилы и, совместно с Андреа Пизано, рельефы её нижнего этажа. По сообщению Лоренцо Гиберти, Джотто и его мастерской было поручено в 1336 году расписать фресками торцовые стены капеллы святой Магдалины в Палаццо дель Подеста (Барджелло). Позднее художник был направлен флорентийским правительством в Милан для работы над фресками Аццоне Висконти. Джотто скончался 8 января 1337 года, вскоре после своего возвращения из Милана. Похоронен в соборе Санта-Мария-дель-Фьоре. Двое сыновей Джотто — Франческо и Донато, известные по архивным документам как «parente di Giotto» (то есть «родственники Джотто»), были художниками — участниками мастерской отца. Однако в силу скромного дарования большой славы не обрели.

## Алтарные образы

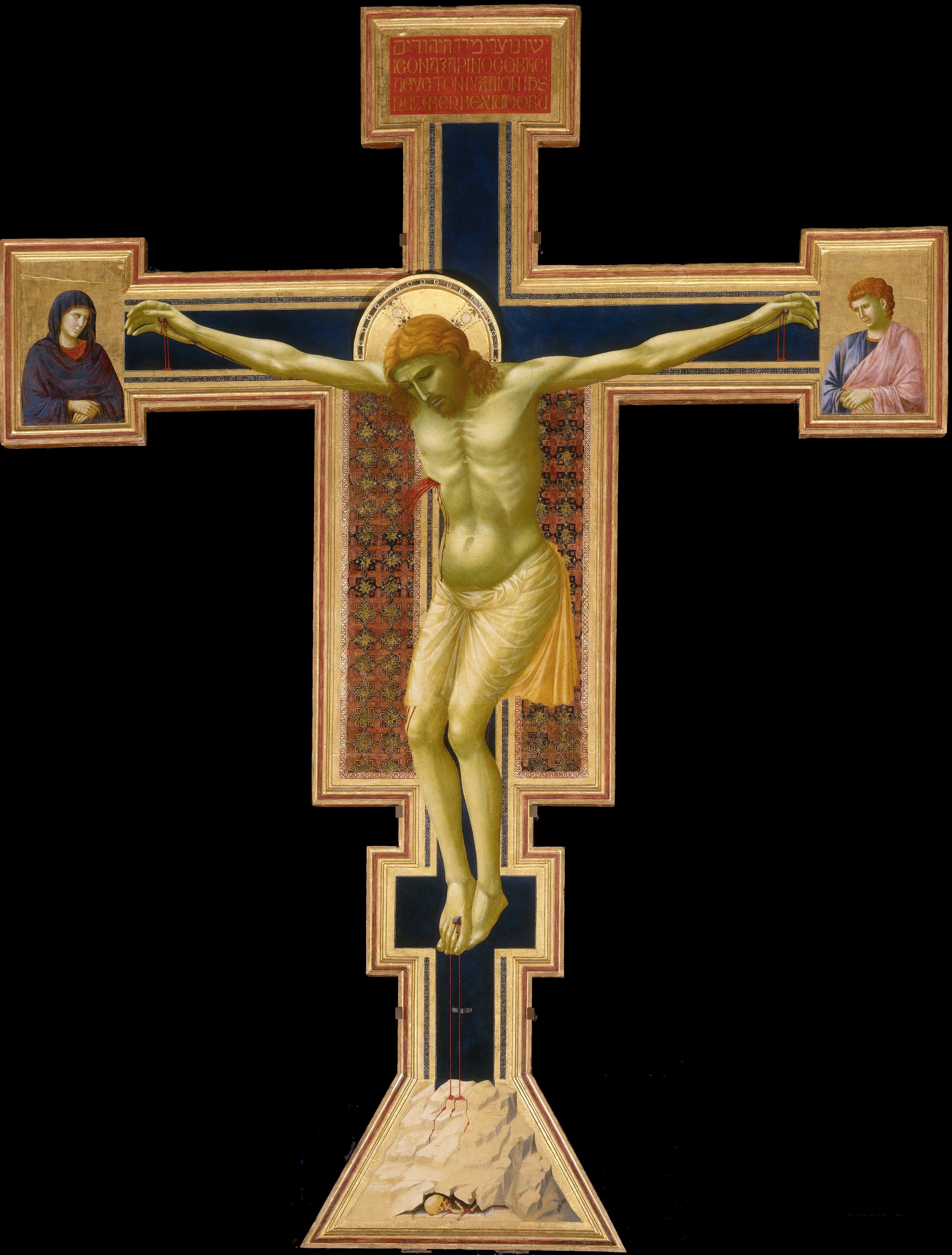
Расписной крест. Около 1290—1300. Церковь Санта-Мария-Новелла, Флоренция

Наряду с фресковыми циклами Джотто создал целый ряд станковых произведений. Это расписные кресты, отдельные алтарные картины и полиптихи, которые он писал сам либо совместно с ассистентами из своей мастерской. Некоторые из этих работ имеют подпись Джотто, авторство других установлено благодаря сохранившимся историческим свидетельствам и стилистическому анализу. Датировка большинства из них приблизительна, в некоторых случаях имеет широкий диапазон. Например, семь небольших картин, изображающих сцены из жизни Христа (вероятно, первоначально бывшие частью одного алтаря, а ныне хранящиеся в нескольких музеях мира), разные эксперты датируют периодом от 1306—1312 до 1320—1325 годов.
Станковые картины в XIII—XIV веках писались на деревянных досках (в Италии это, как правило, был тополь). На доску с помощью клея, приготовленного из кожи животных, наклеивался холст, на холст наносилась грунтовка в виде гипса, разведённого всё тем же животным клеем, а поверх гипса налагалась позолота. Далее по заранее процарапанным контурам фигур наносилась роспись темперной краской. Такая технология производства иконы была распространена в Византии, её придерживались и итальянские мастера, включая Джотто.

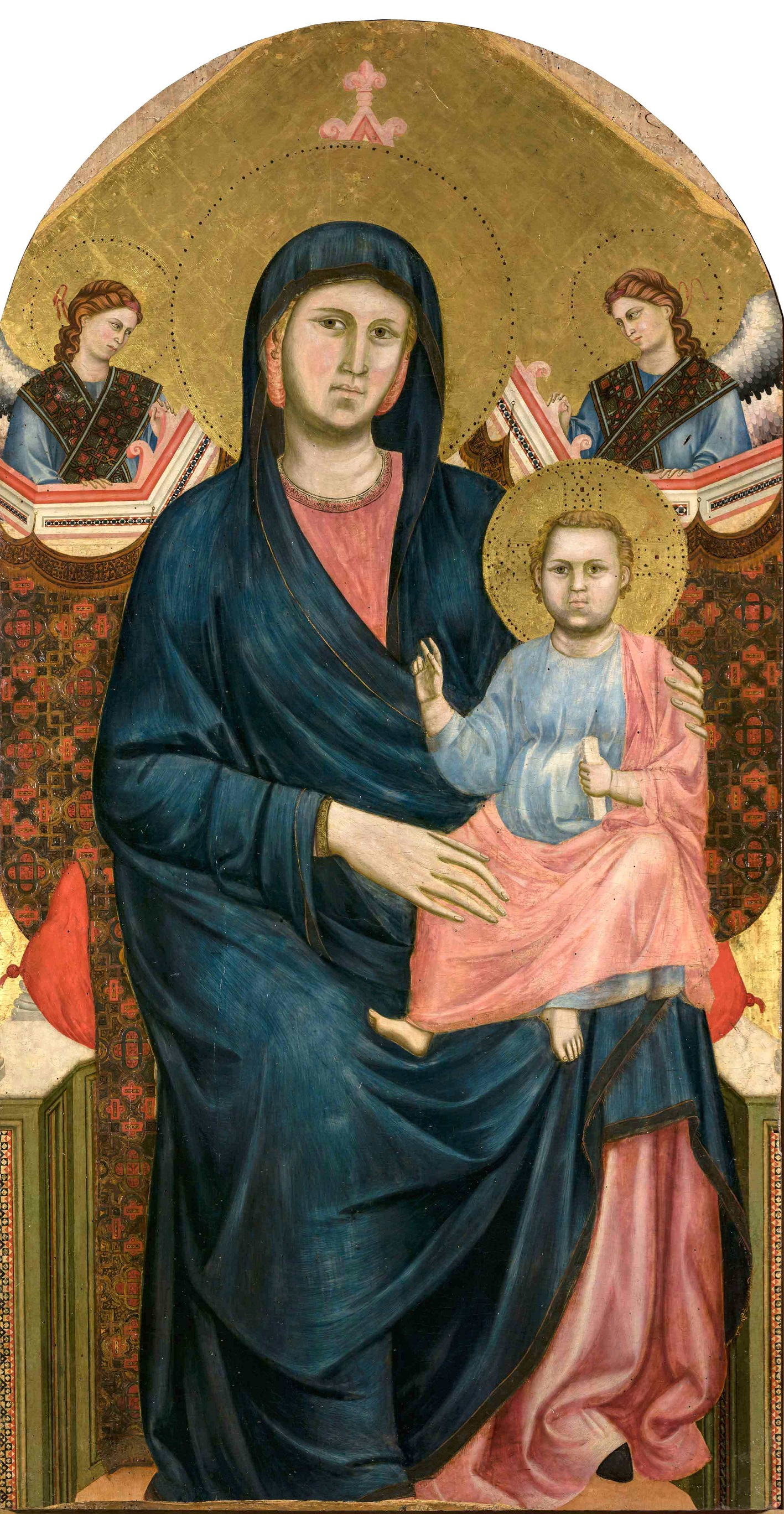
Мадонна с Младенцем и двумя ангелами. 1295—1300. Церковь Сан-Джорджо-алла-Коста, Флоренция

К раннему периоду в творчестве мастера исследователи относят большой расписной крест, Мадонну с младенцем и двумя ангелами из церкви Сан-Джорджо-алла-Коста (Флоренция), алтарный образ «Стигматизация Святого Франциска» (Лувр, Париж) и Полиптих из флорентийской церкви Бадиа.
«Расписной крест», около шести метров в высоту, был создан для флорентийской церкви Санта-Мария-Новелла между 1290 и 1300 годами и вскоре стал образцом для подражания (в 1301 году Деодато Орланди уже скопировал его в «Распятии» для церкви Сан-Миниато-аль-Тедеско). Тяжело свисающее тело Христа наделено в нём настолько земной природой, что некоторыми даже воспринималось как недостойное Джотто — замечательного автора фресок капеллы Скровеньи. Джотто ди Бондоне написал это Распятие в соответствии с установившимся каноном — на окончании правого и левого лучей креста изображены скорбящие Мария и Иоанн Богослов. Стилистически они близки к изображениям Исава и Иакова в истории Исаака, написанной Джотто в Верхней церкви Сан-Франческо в Ассизи. Произведение не имеет подписи автора, однако известно, что «Распятие» из церкви Санта-Мария-Новелла упоминается как работа Джотто итальянским историком искусства XV века Лоренцо Гиберти, и что в 1312 году засвидетельствовано присутствие некоего Распятия Джотто в этой церкви. Исследователи видят также тесную близость фигур Марии и Иоанна к двум погрудным изображениям ангелов на остатках самого прославленного произведения Джотто — мозаики Навичелла на фасаде собора Св. Петра в Риме, впоследствии полностью переделанной при реконструкции базилики, затеянной папой Юлием II.
«Мадонна с младенцем и двумя ангелами» из ц. Сан-Джорджо-алла-Коста дошла до нас в обрезанном виде. Особенно пострадали правый и левый край. Из того, что осталось, можно мысленно реконструировать, что Мадонна восседает на троне светлого мрамора с розоватым обрамлением и мозаичными бордюрами в стиле «космати», которые оканчиваются резным готическим украшением в виде голов животных — именно так она обычно изображалась в то время. Произведению присущ такой же яркий свет и тщательно выписанные детали, как на ранних фресках Джотто. В нём видно стремление к передаче убедительной весомости и человеческой значительности центрального образа, которое впоследствии особенно проявится в его «Мадонне Оньисанти» из Галереи Уффици.

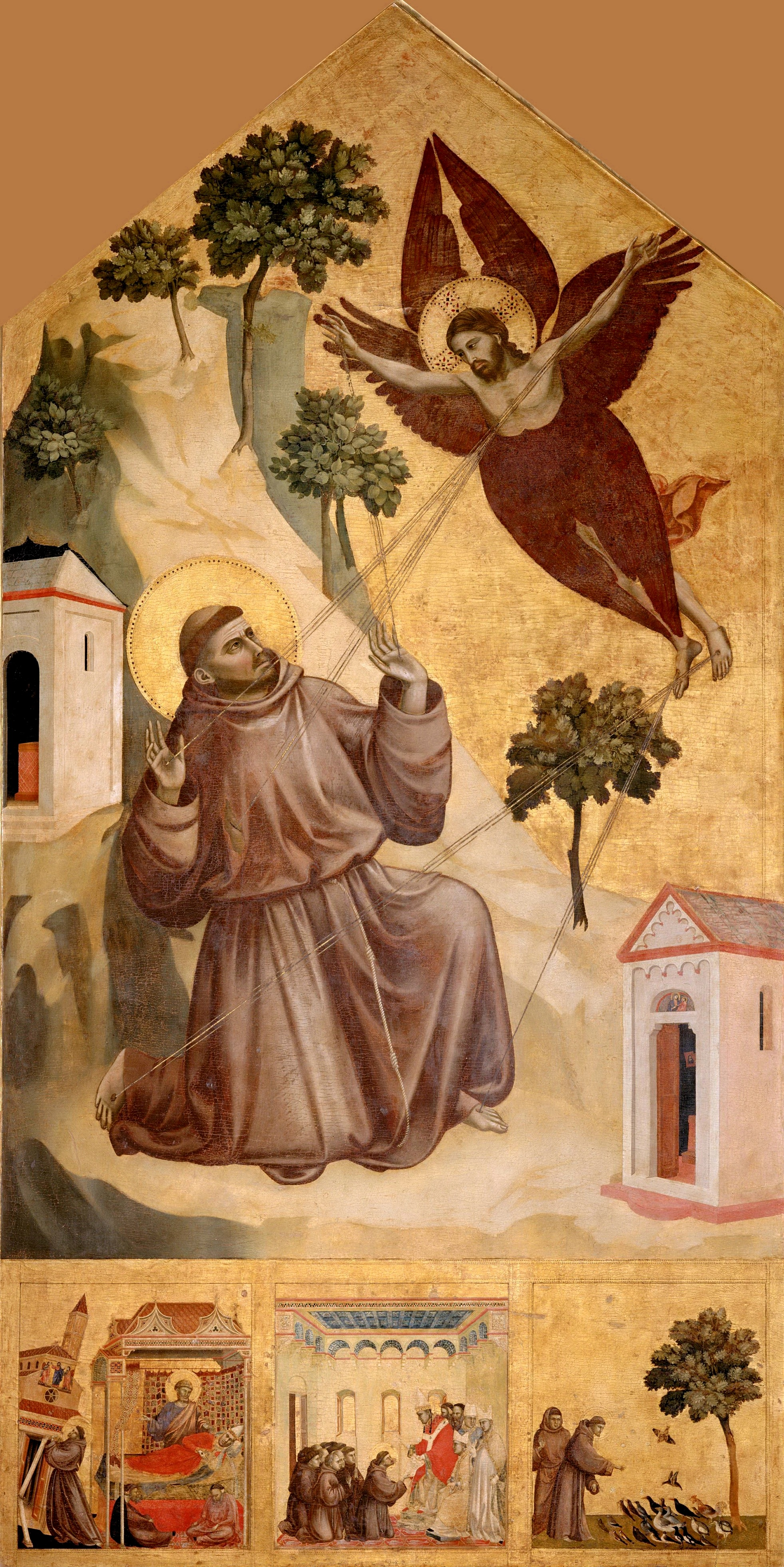
Стигматизация св. Франциска. 1295-1300. Лувр, Париж
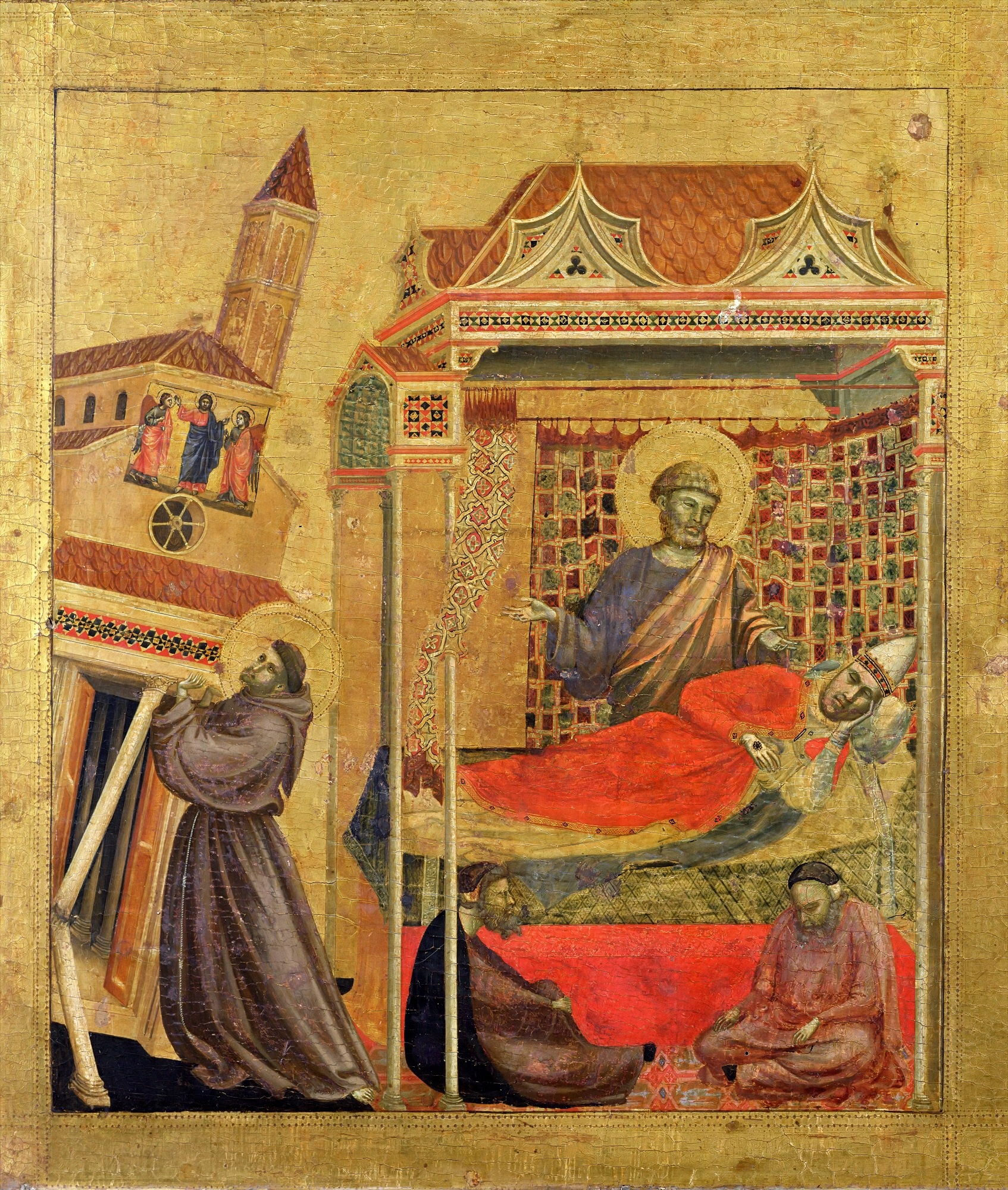
Сон Иннокентия III
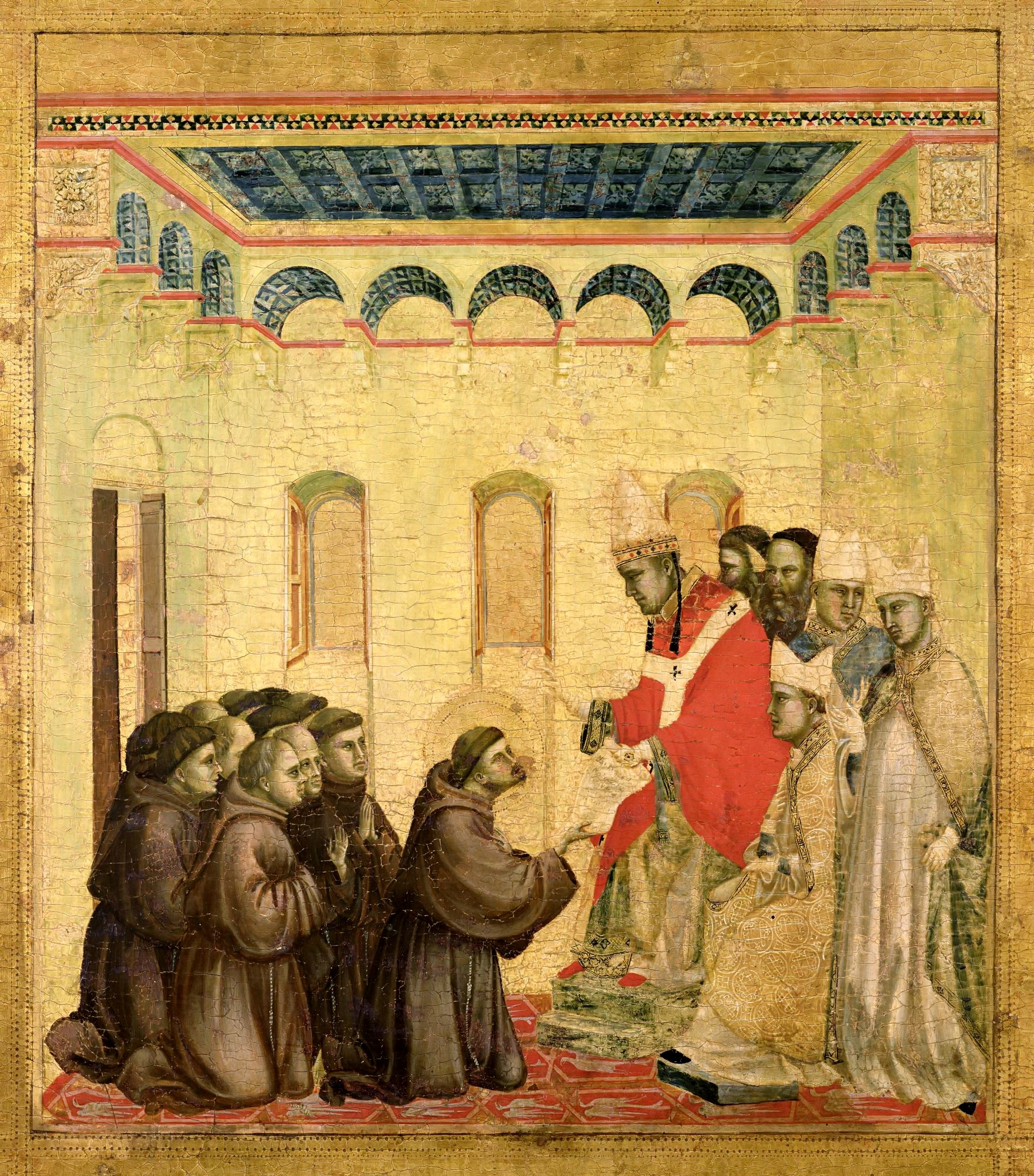
Утверждение устава францисканского ордена
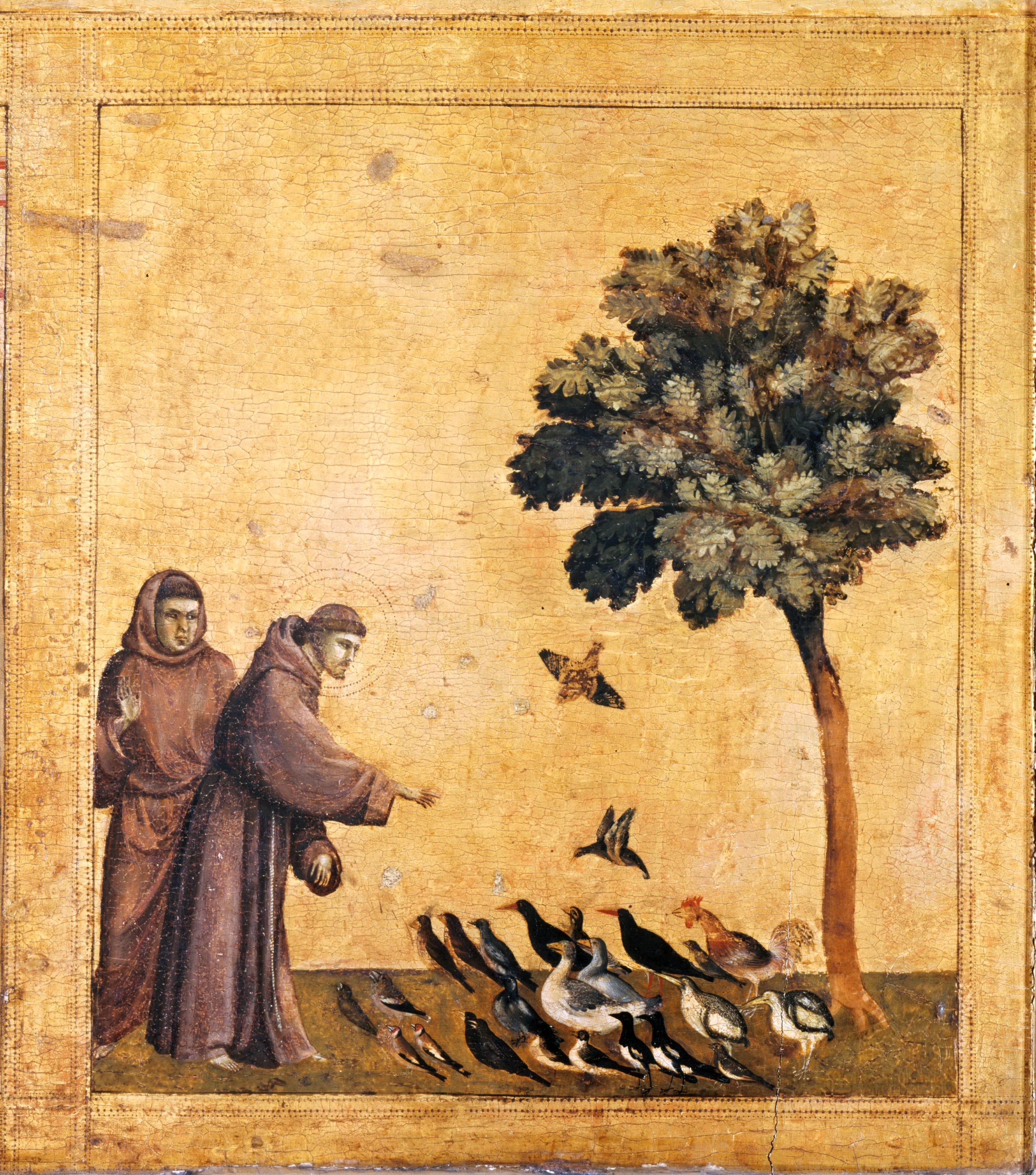
Проповедь птицам

«Стигматизация Святого Франциска» представляет собой большую алтарную икону размером 3,14×1,62 м. Произведение было создано около 1300 года для церкви Сан-Франческо в Пизе. На нижней части оригинальной рамы сохранилась подпись «OPUS IOCTI FIORENTINI». Однако, несмотря на подпись, в течение длительного времени авторство Джотто оспаривалось многими исследователями. Справа и слева есть изображения гербов, которые одни исследователи интерпретируют как принадлежащие семейству Уги, другие — как принадлежащие семейству Чинквини. Вполне вероятно, что кто-то из них был заказчиком этого алтарного образа. Джотто изобразил один из самых важных моментов в жизни Святого Франциска — обретение стигматов от Христа во время молитвы на горе Альверно. Иисуса художник написал в виде серафима. Картина имеет пределлу, на которой изображены три сцены из жизни святого Франциска: «Сон Иннокентия III», «Утверждение устава францисканского ордена» и «Проповедь птицам». По сути, все сюжеты алтарного образа являются вариациями на тему тех же сцен, написанных в ассизском фресковом цикле. Обычно подчёркивают их иконографическое сходство, реже — стилистическую близость, которая столь же наглядна. Итальянский искусствовед Лучано Беллози отмечает хрупкую готическую элегантность пределлы, выразившуюся, в частности, в утончении фигур, и считает, что эта особенность стала объектом подражания для некоторых флорентийских мастеров, например, для Мастера Святой Цецилии. Однако другая часть экспертов считает, что пределла со сценами из жизни Св. Франциска написана не самим Джотто, а кем-то из его ассистентов.

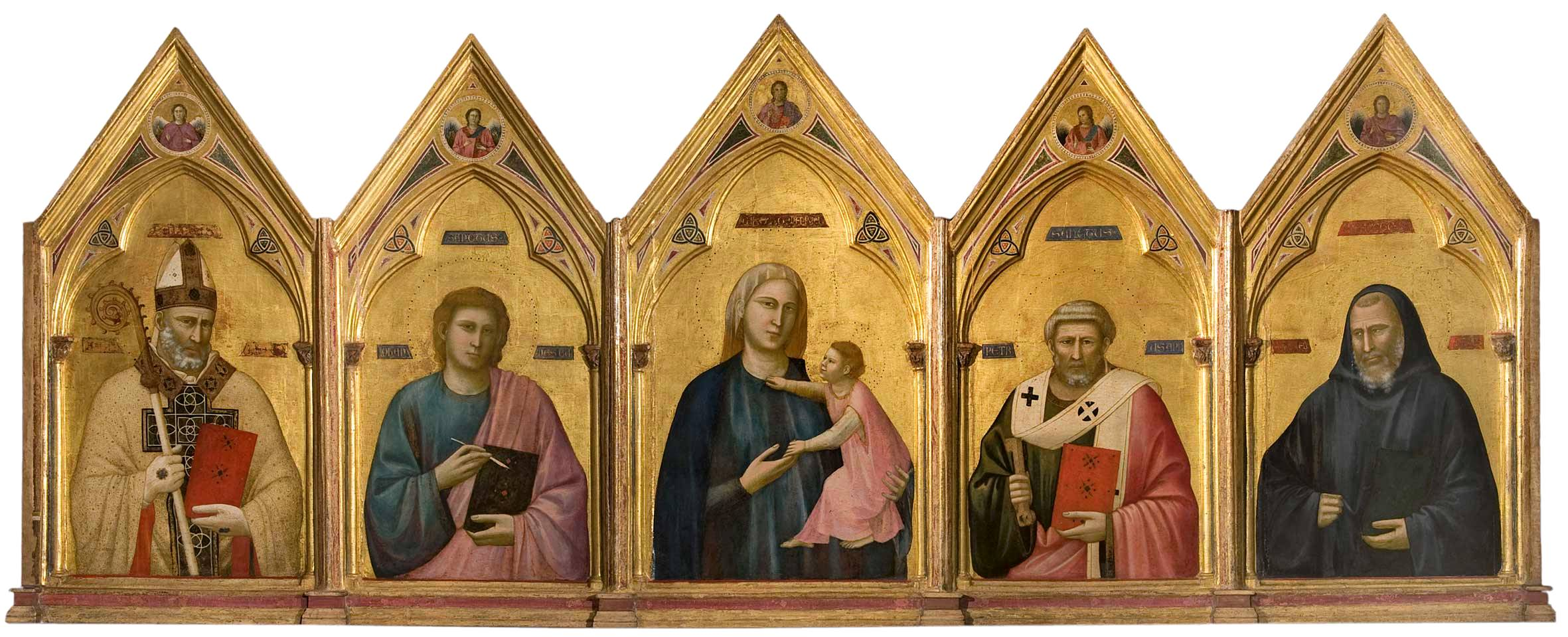
Полиптих из церкви Бадия. Около 1300. Уффици, Флоренция (после реставрации)

Приблизительно тем же временем (около 1300 года) датируется «Полиптих» (91×340 см), который Джотто написал для флорентийской церкви Бадия. На произведении есть подпись художника. Джотто изобразил здесь Мадонну с младенцем, Св. Николая, Иоанна Богослова, Св. Петра и Св. Бенедикта. Все исследователи отмечают стилистическую близость этого полиптиха к Распятию, написанному художником в Темпио-Малатестиано в Римини, которое было создано несколько позднее, в 1310-х годах. Несмотря на достаточно плохую сохранность, отчётливо видна глубокая серьёзность и значительность, которыми Джотто наделил святых. Величавый ритм, с которым торжественное предстояние поясных фигур святых повторяется в пяти частях полиптиха, размеренный бег лент с их именами на золотом фоне возле голов склоняют к выводу, что это одно из лучших произведений художника. Округлая фигура Мадонны весьма напоминает аналогичную, расположенную в тондо над входной дверью Верхней церкви в Ассизи. Этот полиптих упоминал в своём труде Лоренцо Гиберти. Он был обнаружен в монастыре Санта-Кроче, Флоренция, и ныне хранится в галерее Уффици.

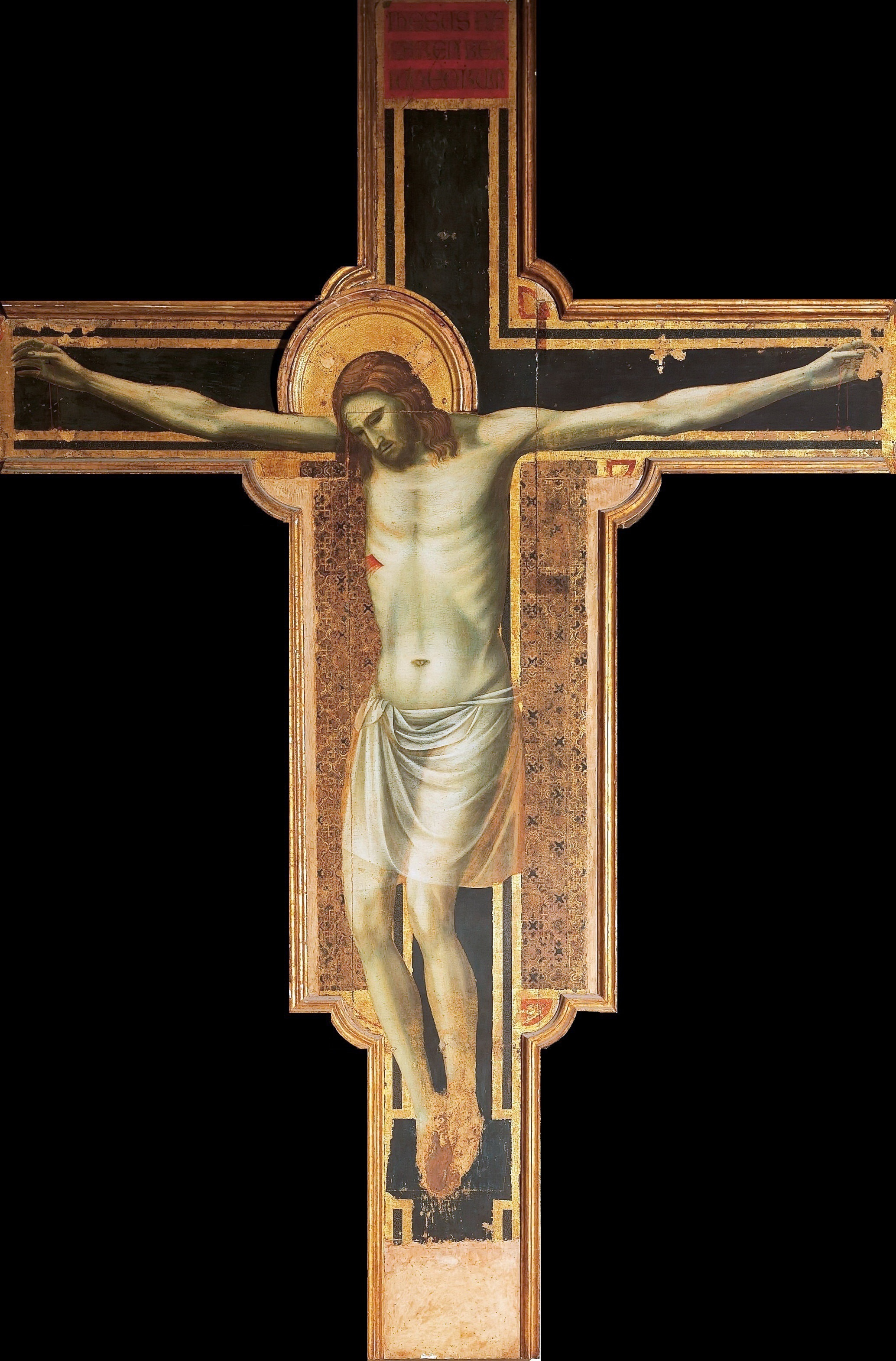
Расписной крест. 1310—1317 годы. Церковь Сан Франческо, Римини.

Вероятно, ещё до приезда в Падую, где он расписал знаменитую Капеллу Скровеньи, Джотто побывал в Римини. Расцвет риминийской школы XIV века, несомненно, связан с поездкой Джотто в этот город. Прямым свидетельством пребывания там Джото является «Распятие» из Темпио-Малатестиано (церковь Сан-Франческо в Римини), дошедшее до нас с обрезанными краями — отсутствуют фигуры Марии и Иоанна Богослова на правом и левом лучах креста; навершие креста с благословляющим Богом-отцом обнаружено в частной коллекции в Англии. Однако в остальном этот крест сохранился лучше, чем большое Распятие из церкви Санта-Мария-Новелла, его считают более благородной версией большого флорентийского креста, близкой к зрелым вариантам этого сюжета, созданным Джотто позднее. Тем не менее, исследователи отмечают, что пластика тела и физиогномические особенности Христа лежат ближе к более архаическим работам мастера, таким как полиптих из Бадии и картина «Стигматизация Св. Франциска» из Лувра.

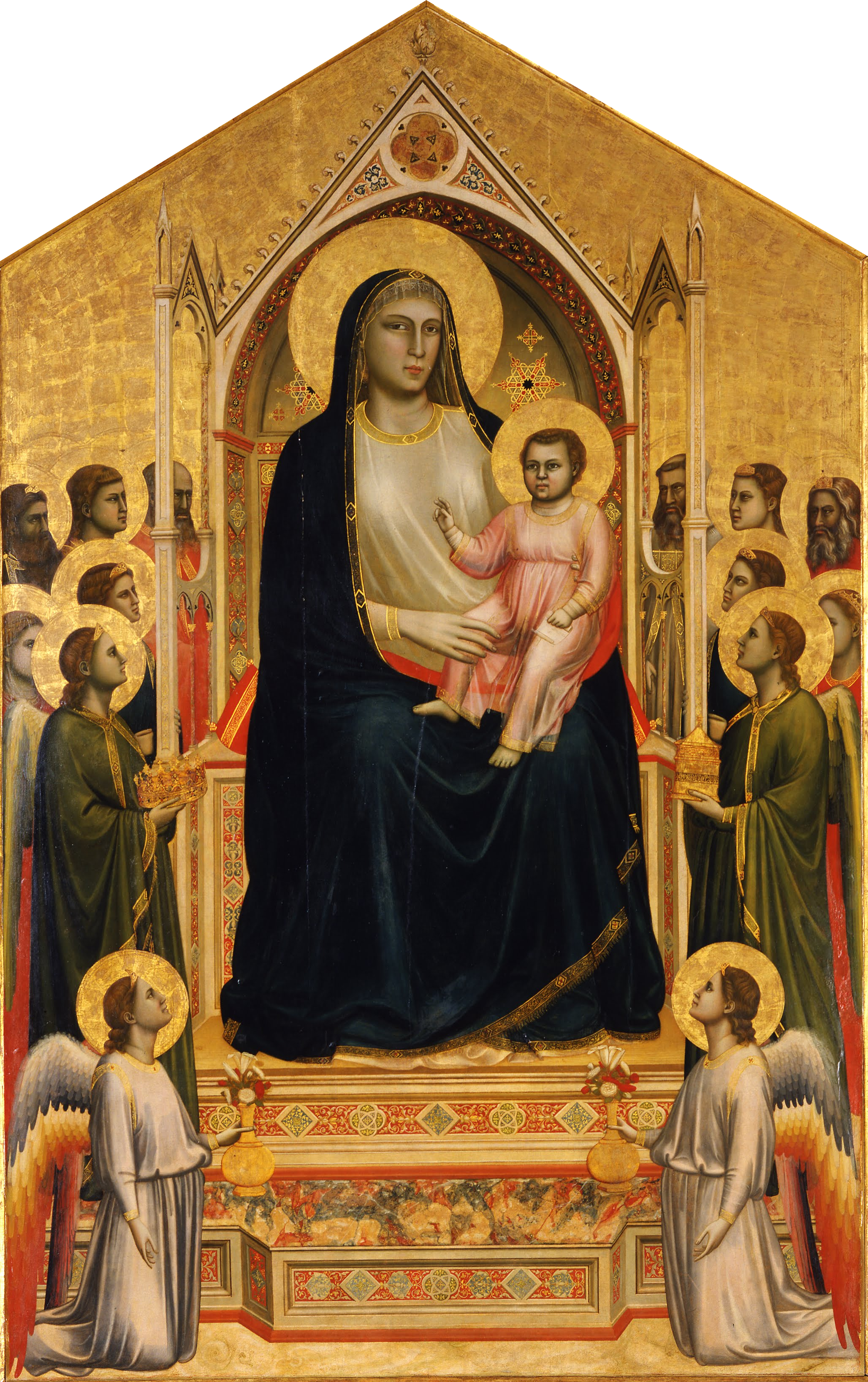
Мадонна Оньисанти. Около 1310 г. Уффици, Флоренция

Средний период в творчестве мастера стал пиком его художественного развития. В это время он создал фрески в капелле Скровеньи в Падуе. Эти росписи считаются концентрированным выражением сути всего творчества Джотто. К этому же периоду принадлежат и лучшие станковые произведения, в которых со всей полнотой выразилось стремление мастера к реалистическому отображению. В его более поздних работах видно усиливающееся влияние готики.
«Мадонна Оньисанти» является самой известной алтарной картиной Джотто. Этот большой алтарный образ, размером 3,25×2,04 м, художник написал для Умилиатского братства церкви Оньисанти во Флоренции. Стилистическая близость к падуанским фрескам позволяет отнести его создание к первому десятилетию XIV века. По своему иконографическому типу это «Маэста», то есть такая разновидность изображения Мадонны с младенцем, когда фигуры священных протагонистов обращены к верующему фронтально, при этом младенец изображён благословляющим. Аналогичные произведения были созданы Чимабуэ («Мадонна» из церкви Санта-Тринита) и Дуччо («Мадонна Ручеллаи»). Однако, за одно или два десятилетия, отделяющие произведения этих мастеров от «Мадонны Оньисанти», изменилось многое. Иератические и возвышенные образы иного мира, воплощённые в Мадоннах эпохи дученто, уступили место человечной матери семейства со светлым и открытым лицом и даже с чуть заметной улыбкой в складке губ, позволяющей увидеть белизну зубов, в то время как Мадонны дученто всегда были отчуждены и печальны. Земная природа Марии заявляет о себе весомостью её тела, ещё более очевидной из-за контраста с хрупкими архитектурными деталями трона. Приземлённое упрощение образа по сравнению с великими художниками XIII века не означает его обеднения. Ткани широкого шерстяного плаща и прозрачной туники Мадонны в картине Джотто ещё более рафинированны и драгоценны. Равным образом и в изображении трона, ставшего роскошным, но вместе с тем более правдивым и убедительным, видно хроматическое богатство. Группы ангелов и святых здесь наполняют реально существующее пространство и похожи на торжественных и любезных персонажей королевского двора.

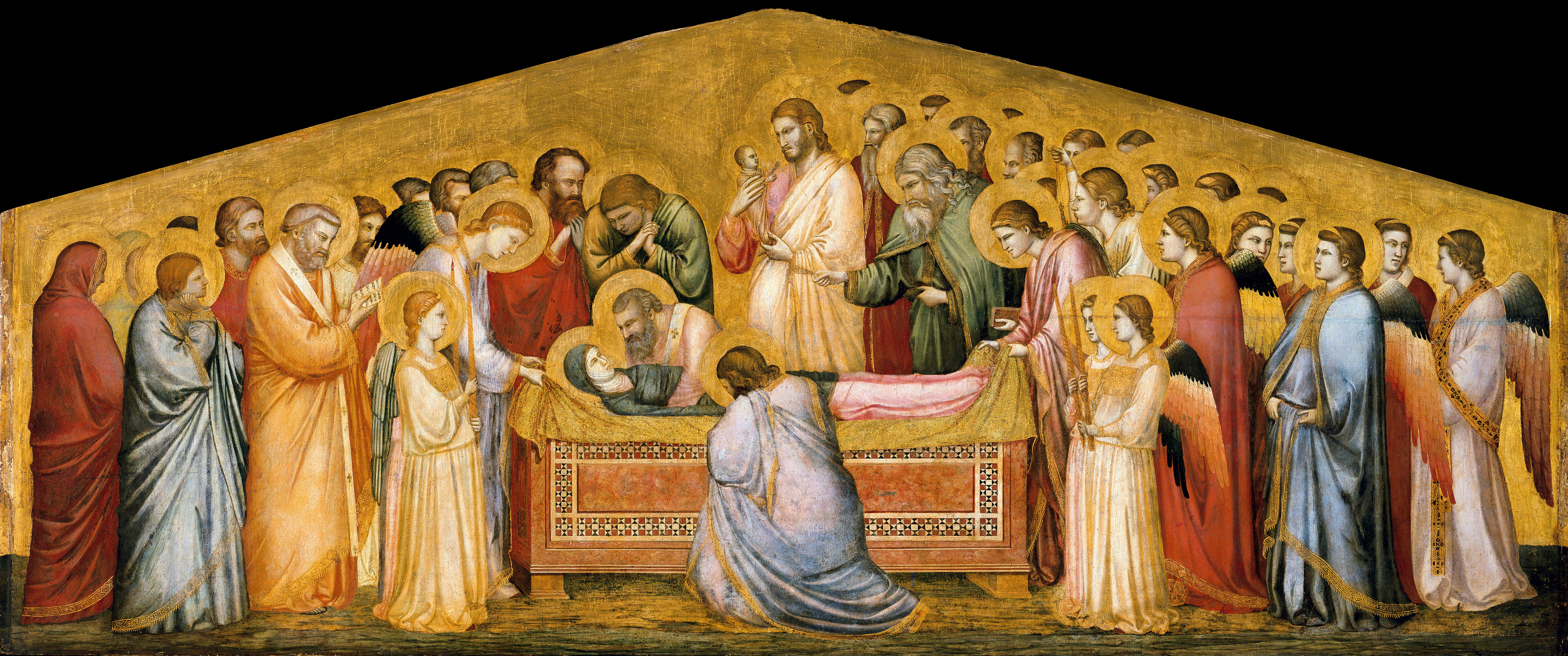
Успение Марии. Около 1310 г. Государственные музеи, Берлин

Хранящееся в Художественной галерее Берлина «Успение Марии» (75×178см) обнаруживает тесную связь с «Мадонной Оньисанти», поскольку происходит из той же церкви. Если бы её остроконечная форма не была изначальной, можно было бы подумать, что это пределла картины из Уффици. Близость между ними необычайно тесна: ангел, стоящий позади двух персонажей со свечами в руках в правой части картины, рисунком своего профиля почти идентичен коленопреклонённому ангелу в правой части «Мадонны Оньисанти».
Композиционное построение слегка асимметрично из-за того, что кортеж ангелов и патриархов справа расположен по восходящей линии, поднимающейся к плечам Христа, а группа апостолов слева, напротив, по линии нисходящей, которая заканчивается фигурой молодого апостола (Иоанн?), склонившегося, прижимая руки к груди. Джотто изобразил саркофаг простой формы, который украшен орнаментом в стиле «космати», расположив его слегка асимметрично, как будто он виден слева. Сцена изображает момент, когда умершую Марию опускают в гробницу. Ангелы поддерживают край плащаницы, а апостол, поддерживающий её тело, склонился над саркофагом. Над всем возвышается Христос, который принимает в свои руки, как дитя в пеленах, душу Марии. Композиция выдержана в торжественном и суровом тоне, но в то же время смягчённом и нежном, напоминающем падуанские фрески мастера.

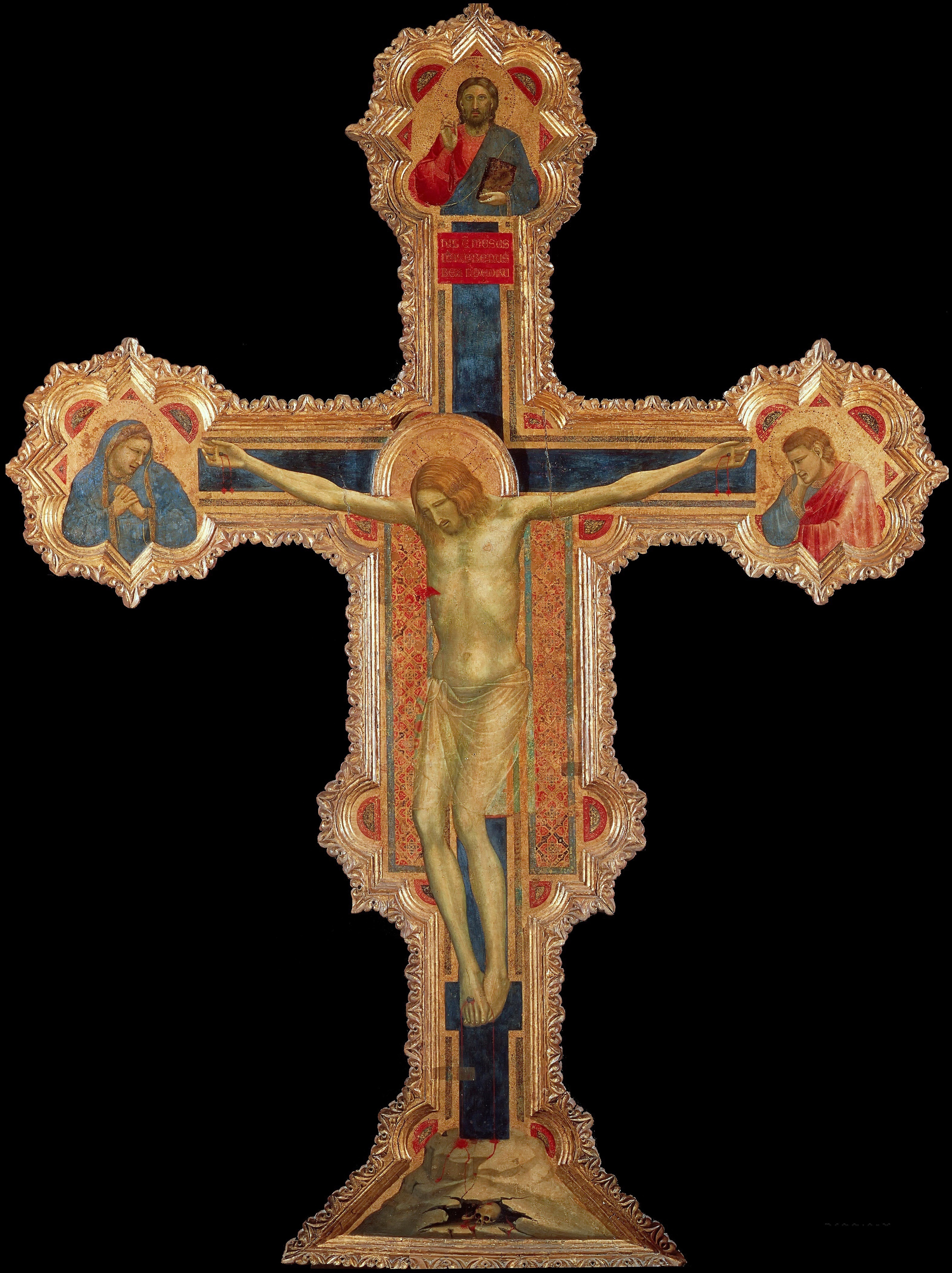
Расписной крест. 1310—1317. Городской музей, Падуя

«Расписной крест», выполненный Джотто для Капеллы-дель-Арена, ныне хранящийся в городском музее Падуи, обнаруживает сильную близость к композиции Распятия в Нижней церкви Сан Франческо в Ассизи. Художник повторил здесь старую иконографическую схему, слегка модифицировав изображение тела Христа. Особенностью этого креста являются и более характерные для XIV века резные детали окончания его лучей. Произведение датируют приблизительно 1310—1317 годами.

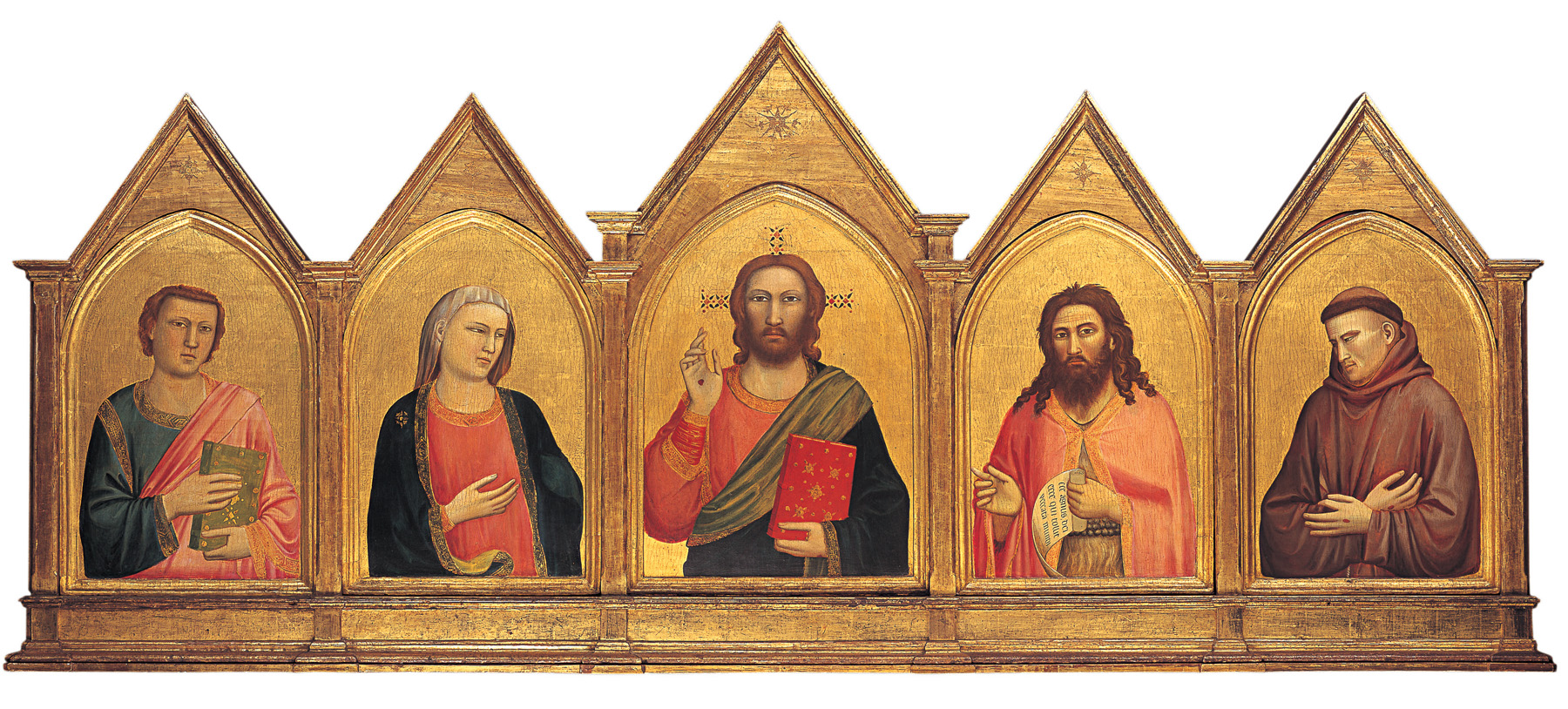
Алтарь Перуцци. 1310—1315. Музей искусства Университета Северной Каролины, Рэйли

К 1310—1315 годам исследователи относят создание Алтаря Перуцци. По всей вероятности, он был создан для той же капеллы, которую Джотто расписал несколькими годами позднее. Из этого следует, что заказчиком алтаря было всё то же семейство флорентийских банкиров Перуцци. Алтарь состоит из пяти панелей, каждая размером 62,3×43 см, за исключением центральной части с изображением Благословляющего Христа (66,7×49 см). Слева направо на полиптихе изображены Иоанн Богослов, Богоматерь, Христос, Иоанн Креститель и Св. Франциск. Художник исполнил это алтарь совместно с ассистентами из своей мастерской.

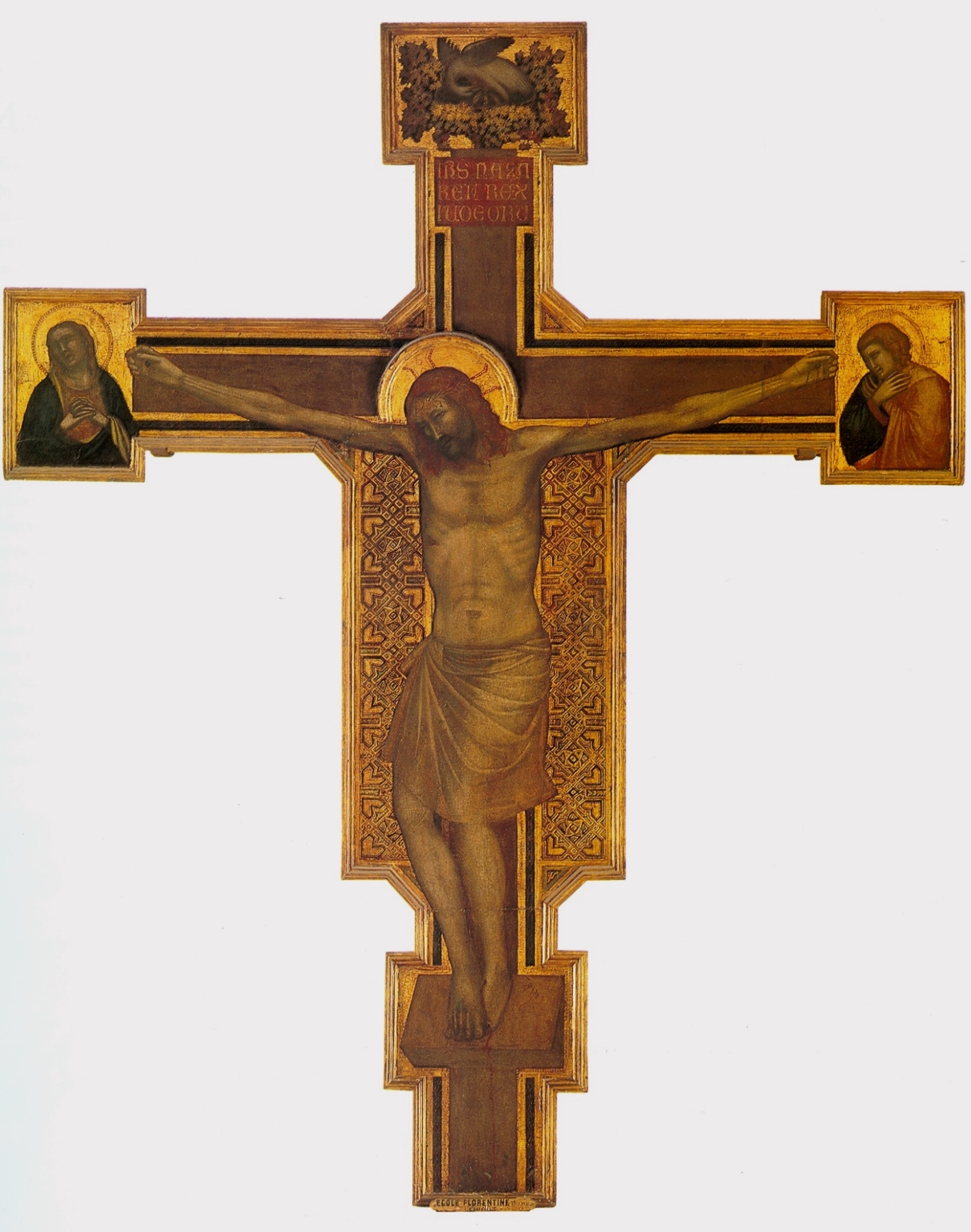
Расписной крест. Около 1315 г. Лувр, Париж

Приблизительно в 1315 году из мастерской Джотто вышел ещё один расписной крест (ныне Лувр, Париж). Часть исследователей (включая Лючано Беллози) считает этот крест произведением самого Джотто, основываясь на близости его стиля к фрескам Джотто в правом трансепте Нижней церкви в Ассизи; другая часть специалистов полагает, что он создан кем-то из его учеников или ассистентов. Оригинальной особенностью этого креста является изображение пеликана, кормящего своей кровью птенцов, в верхней части креста, то есть там, где обычно располагается либо благословляющий Христос, либо Бог-отец. Пеликан был в Средневековье символом жертвенности, поскольку считалось, что ради своих голодных птенцов он способен расклевать себе грудь, чтобы накормить их собственной кровью. Во всём остальном крест соответствует сложившимся канонам — на правом и левом окончаниях изображены скорбящие Иоанн Богослов и Богоматерь.
«Полиптих Стефанески» был создан для главного алтаря базилики Святого Петра в Риме. Заказчиком произведения является Якопо Каэтани дельи Стефанески — римский кардинал, который в первой половине XIV века был ведущим меценатом папского двора. В Риме при папе Бонифации VIII, а затем в Авиньоне, куда переехала папская курия, Стефанески делал заказы на создание самых значительных произведений искусства того времени. Джотто он дал заказ на изготовление прославленной мозаики Навичелла и главного алтаря базилики Св. Петра. Этот алтарь упоминается в сохранившемся завещании кардинала Стефанески как произведение Джотто. Он представляет собой большой двусторонний триптих с пределлой, его размеры 2,20×2,45 м. Алтарь хранится в Ватиканской пинакотеке и дошёл до наших дней почти полностью — не сохранились только две панели пределлы.

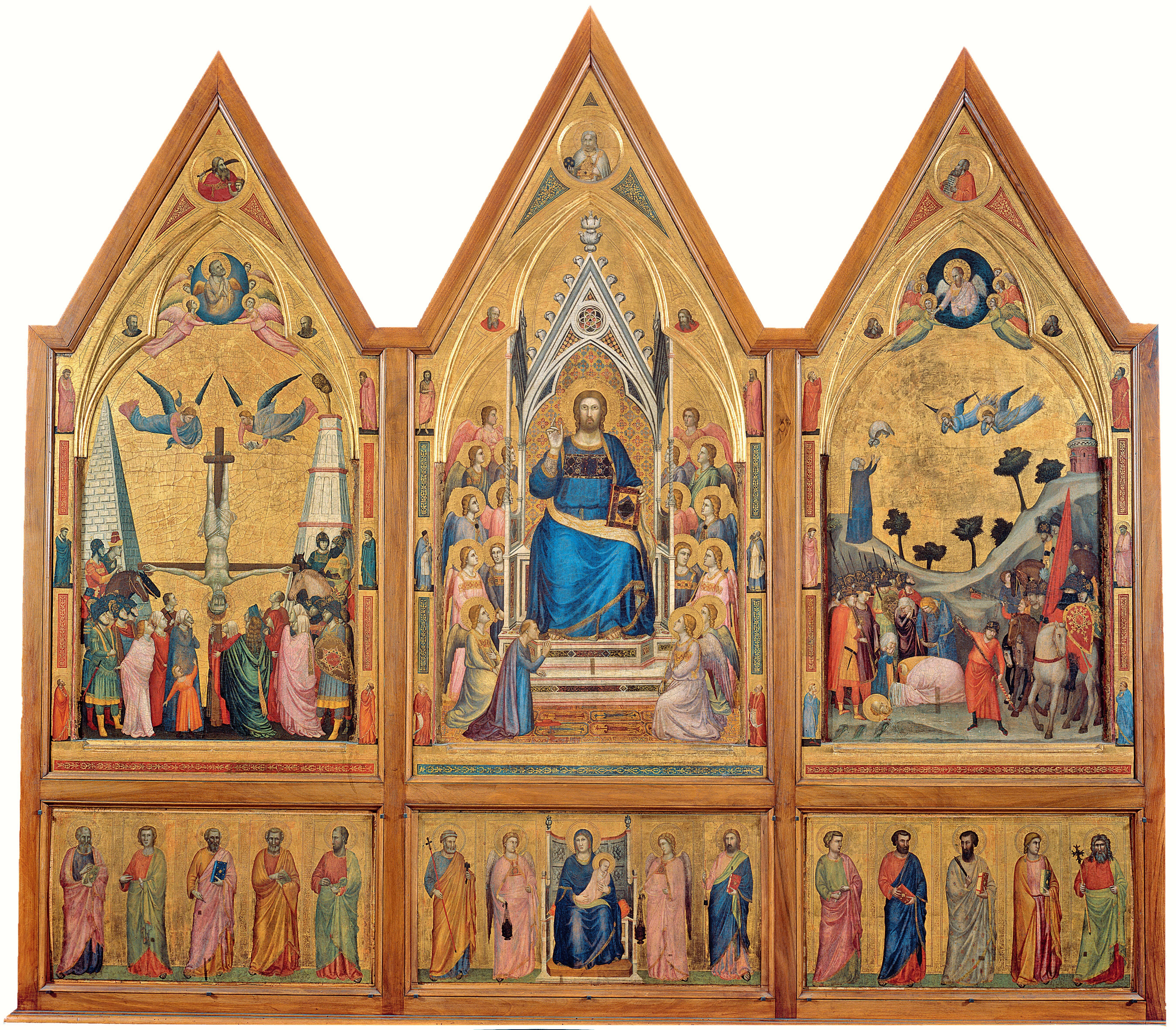
Триптих Стефанески. Около 1330 г. Лицевая сторона. Пинакотека, Ватикан.
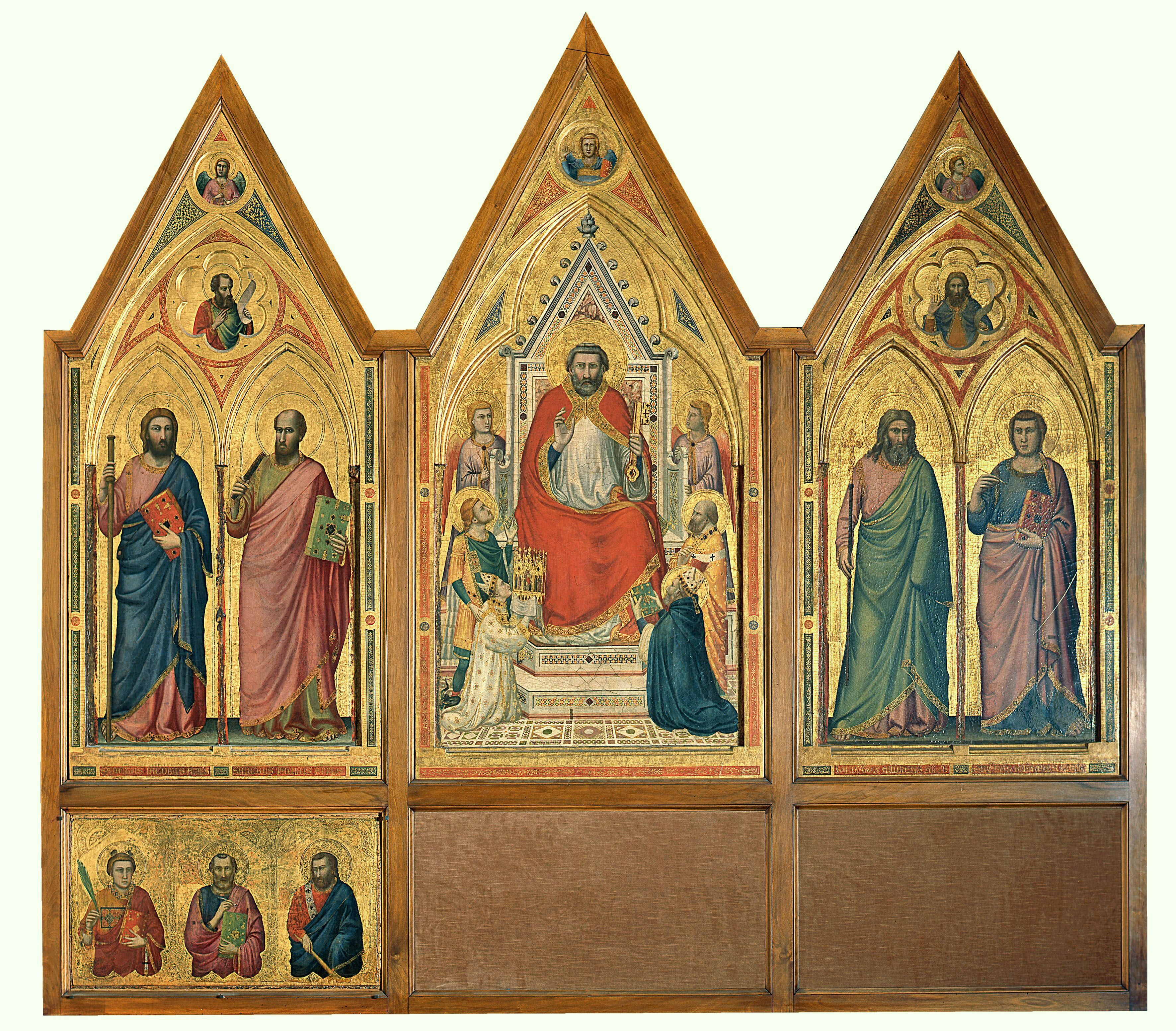
Триптих Стефанески. Около 1330 г. Оборотная сторона. Пинакотека, Ватикан.
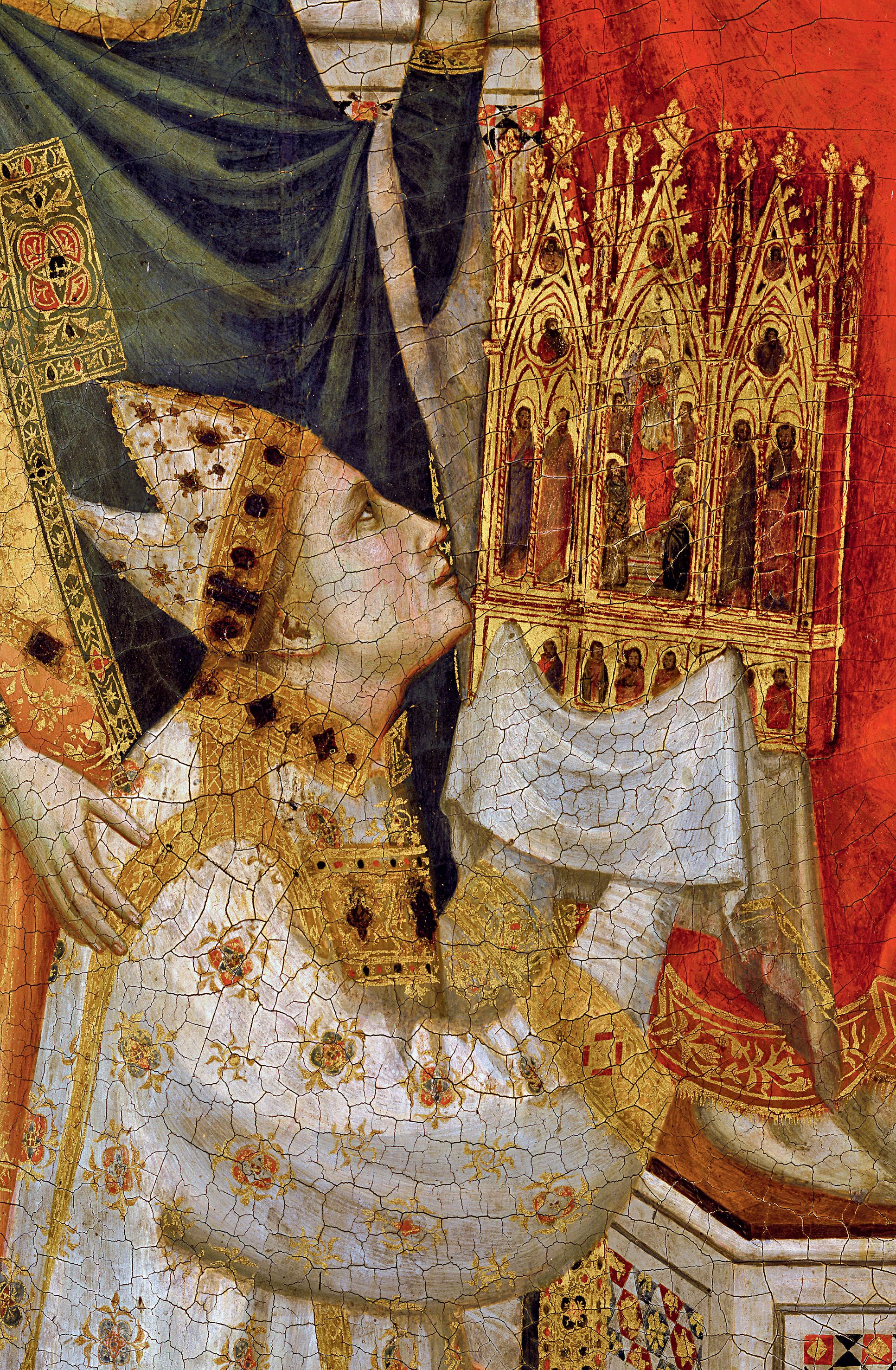
Деталь:Кардинал Стефанески.

Одна сторона алтаря была обращена к верующим, другая — к священнослужителям. На внешней стороне Джотто изобразил восседающего на троне Христа (центральная панель) и казнь Св. Петра и Св. Павла (боковые панели). В изображениях господствует дух священного таинства и торжественного предстояния, пронизывающий центральные композиции, достаточно редкие в творческом наследии Джотто. Исследователи считают, что в данной работе художник проникся вкусами заказчика и оказался способным воплотить их в своём произведении. На центральном панно лицевой стороны Христос восседает на троне строго фронтально, как восточный идол, подняв в благословении правую руку и держа книгу Откровения левой. Вокруг трона, как в Маэста эпохи дученто, изображено множество ангелов, расположение которых, однако, тонко согласовано с новыми принципами и содержит намёк на размещение по кругу. На переднем плане изображён коленопреклонённый кардинал Стефанески. Пределла с Мадонной на троне в сопровождении двух ангелов и двенадцати апостолов в полный рост представляет собой таинственное и отчуждённое изображение, вызывающее в памяти вереницы святых на византийских мозаиках.
На оборотной стороне триптиха на двух боковых панелях в полный рост изображены четыре величественные фигуры апостолов. На центральной панели Святой Пётр восседает на троне в той же самой позе, что и Христос на лицевой стороне (так образом передана идея Петра как наместника Христа). Петра окружают два архангела, двое святых — Георгий и Сильвестр, на коленях перед ним стоят папа Целестин V (канонизирован в 1313 году) и вновь кардинал Стефанески — на сей раз он преподносит в качестве дара тот самый триптих, на котором он изображён.
Это произведение необычно по качественному уровню, а некоторые сюжеты необычны и по замыслу. Например, эпизод в сцене Обезглавливания Апостола Павла: на пригорке изображена Плаутилла во весь рост, которая протягивает вверх руки, пытаясь поймать наполненный воздухом платок, брошенный святым, который скользит по золотому фону картины. Произведению присуща великолепная цветовая гамма, готическое изящество, тонкость одних фигур и выразительность других — качества, сближающие его с фресками Нижней церкви в Ассизи.

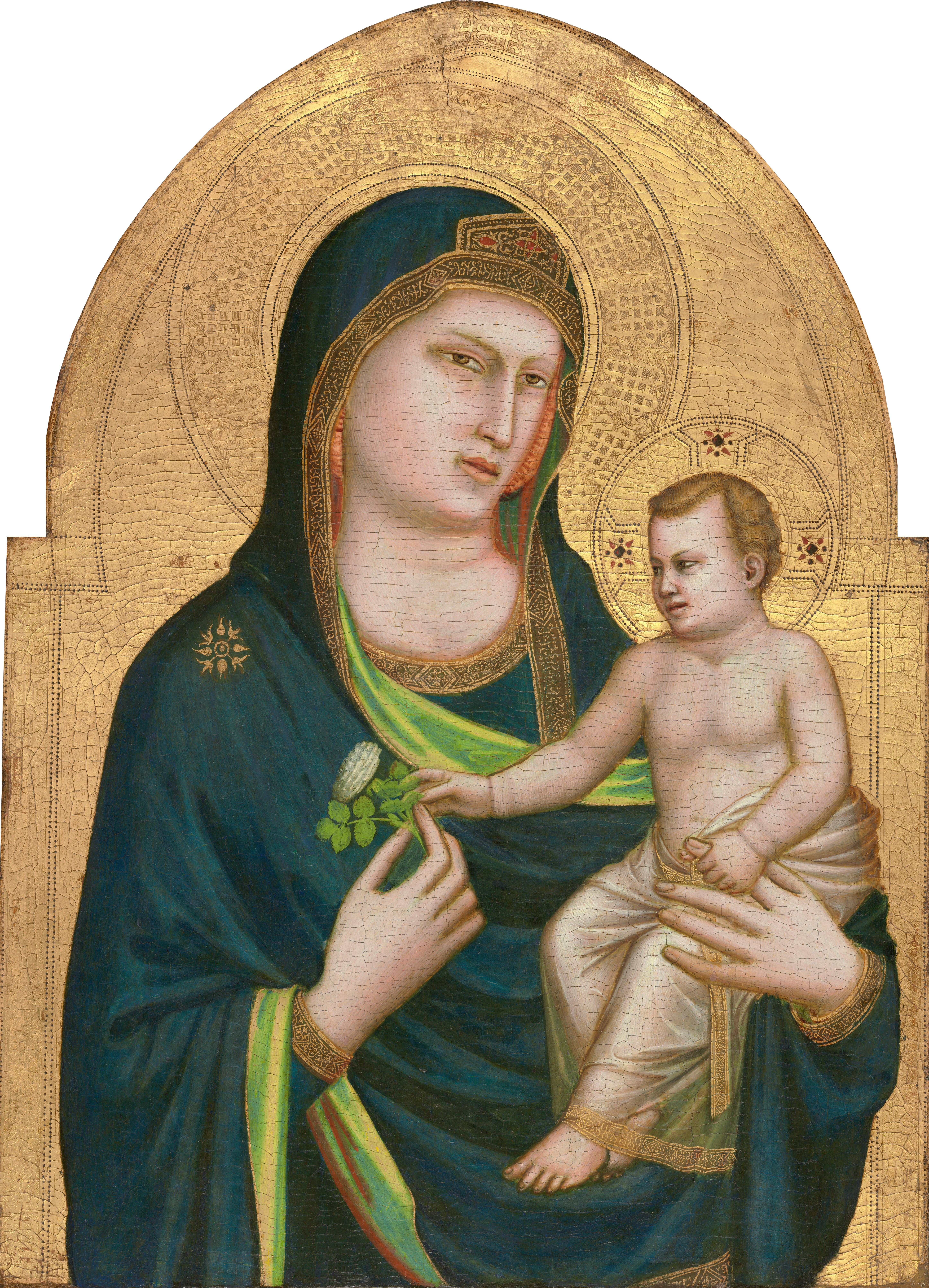
Мадонна с Младенцем. 1320—1325. Национальная галерея искусства, Вашингтон
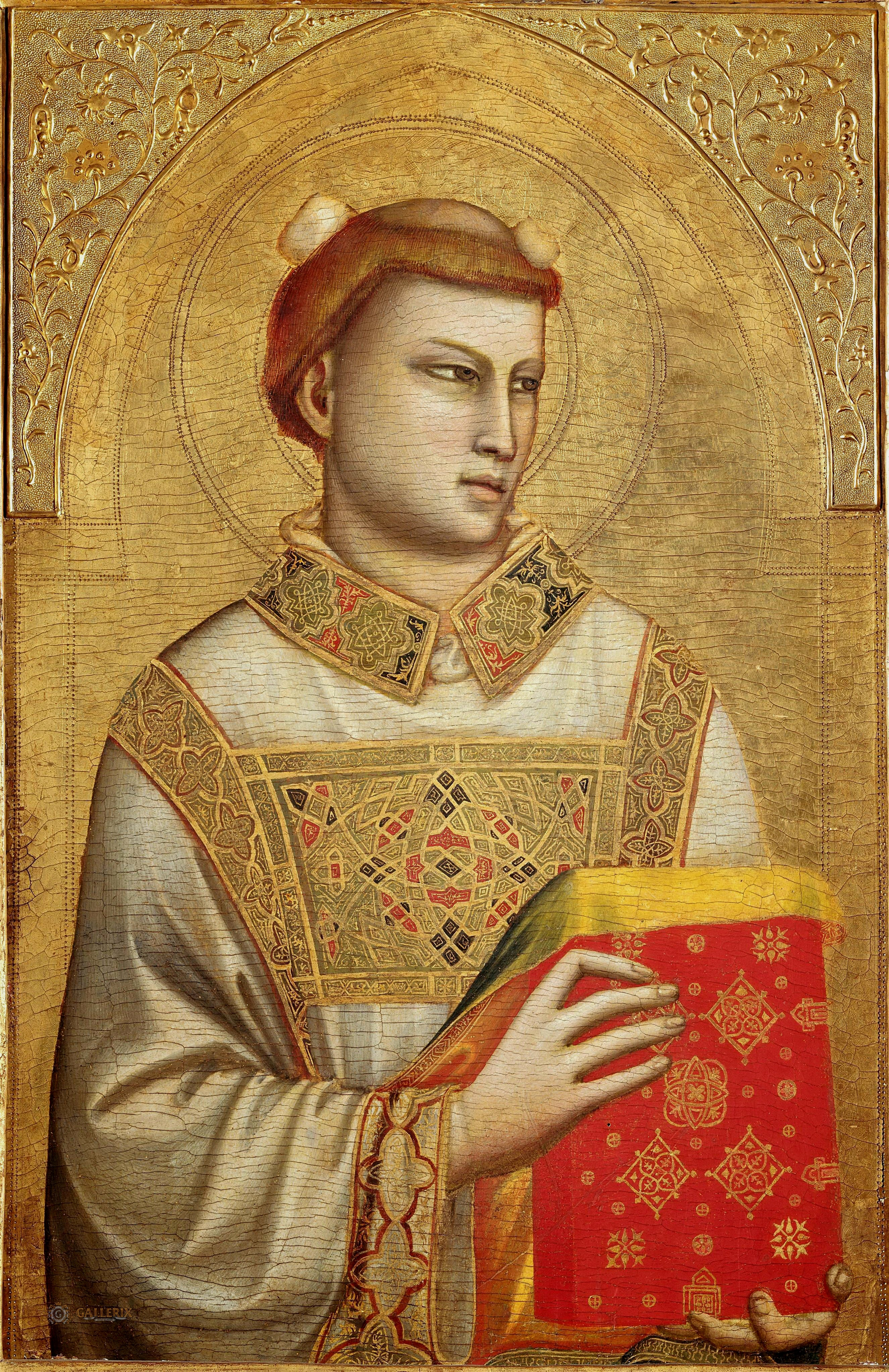
Св. Стефан. 1320—1325. Музей Хорн, Флоренция
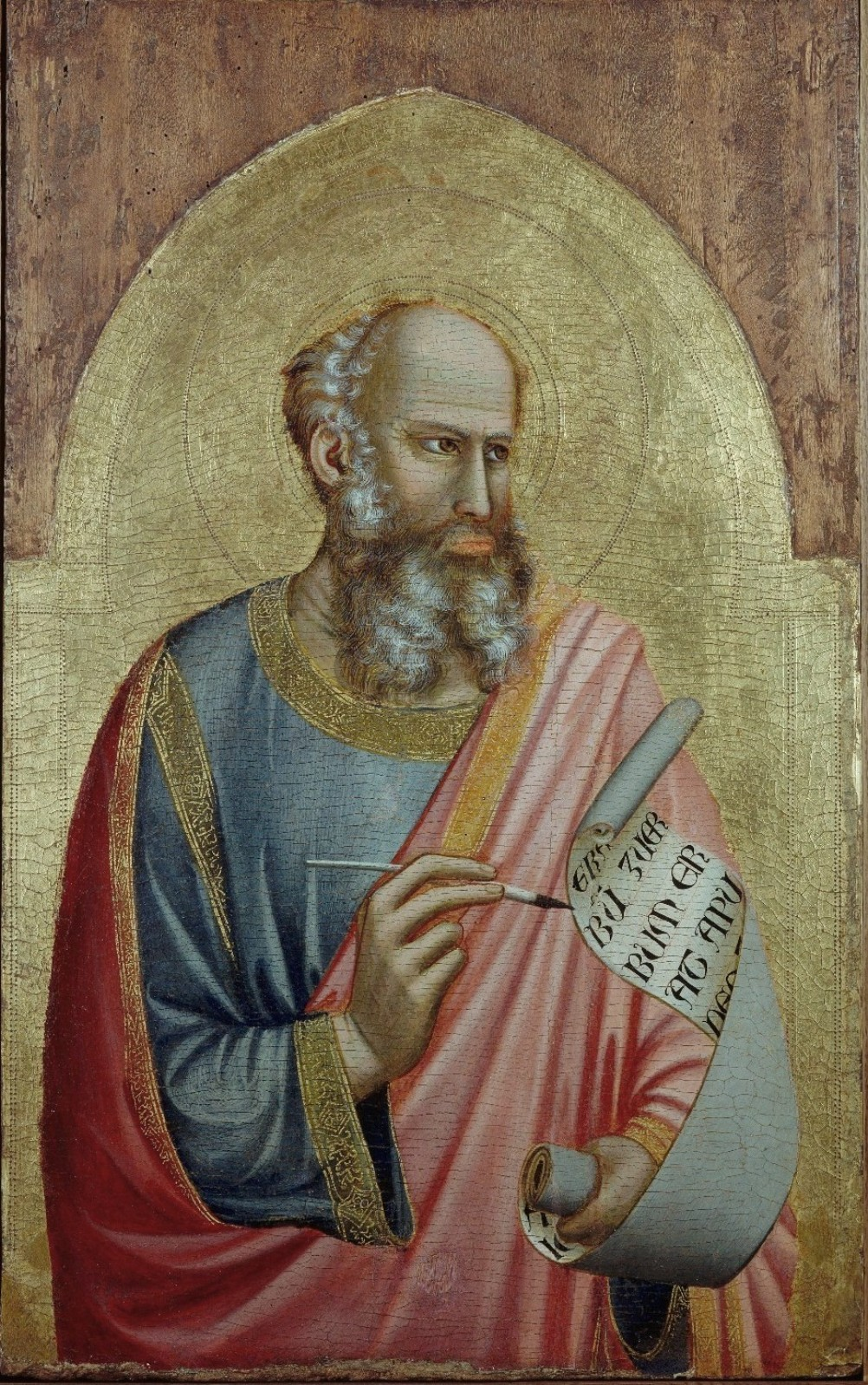
Иоанн Богослов. 1320—1325. Музей Жакмар-Андрэ, Шаали
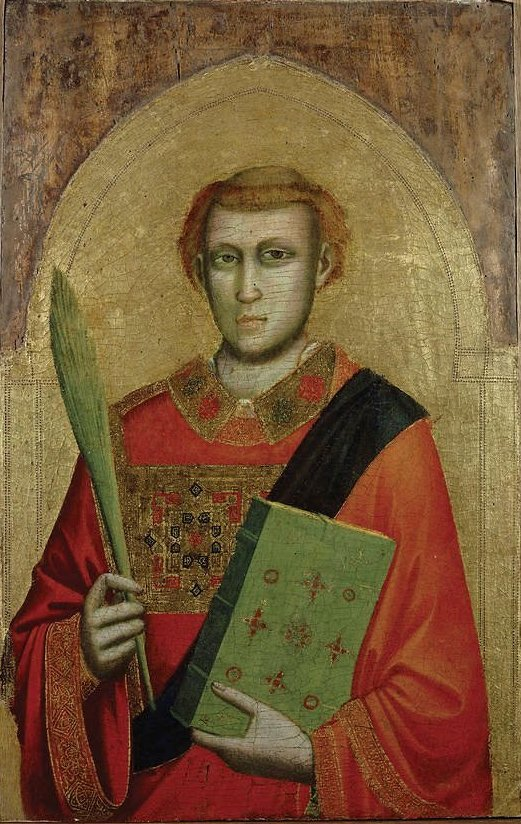
Св. Лаврентий.1320—1325. Музей Жакмар-Андрэ, Шаали

Ещё один полиптих Джотто сохранился в неполном виде. Речь идёт о нескольких панелях из разных музеев, которые имеют одинаковую форму и размеры. В первую очередь, это доска с изображением «Мадонны с младенцем» из Национальной галереи искусства, Вашингтон, которая, по всей вероятности, была центральной частью полиптиха. Мадонна на ней выглядит монолитом, высеченным из куска мрамора. Интересен и жест младенца Христа, ухватившегося ручонкой за её палец. Частями этого полиптиха, по всей вероятности, являются и три другие панели — «Святой Стефан» (Музей Хорн, Флоренция), «Иоанн Евангелист» и «Святой Лаврентий» (обе работы в Музее Жакмар-Андрэ, Шаали). Все три панели имеют одинаковые размеры. Исследователи предполагают, что полиптих состоял из пяти или более частей. Его происхождение до сих пор остаётся неясным; исследователи предполагают, что ранее он мог находиться в капеллах Пульчи — Берарди или Перуцци флорентийской церкви Санта-Кроче.

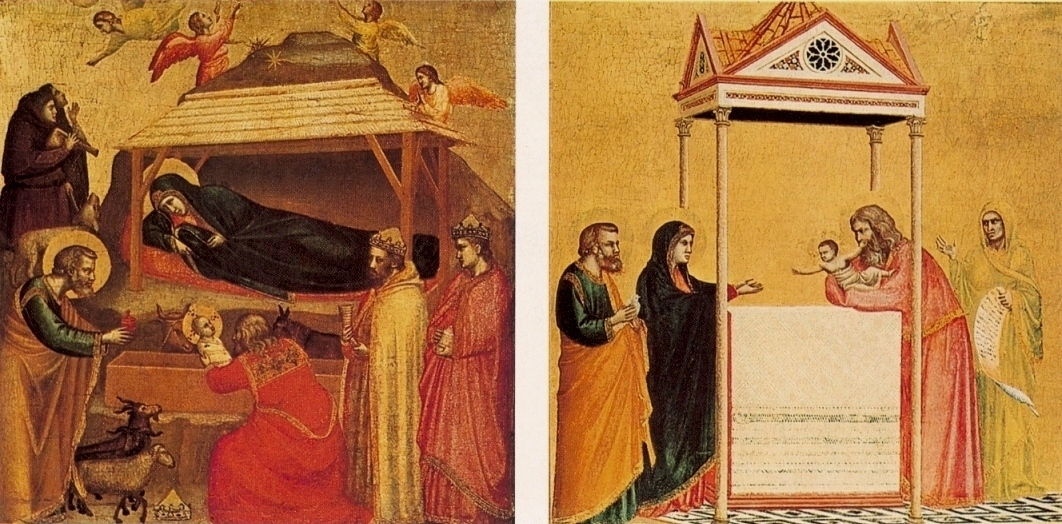
Поклонение волхвов (Метрополитен-музей) и Принесение во храм (Музей Гарднер, Бостон)
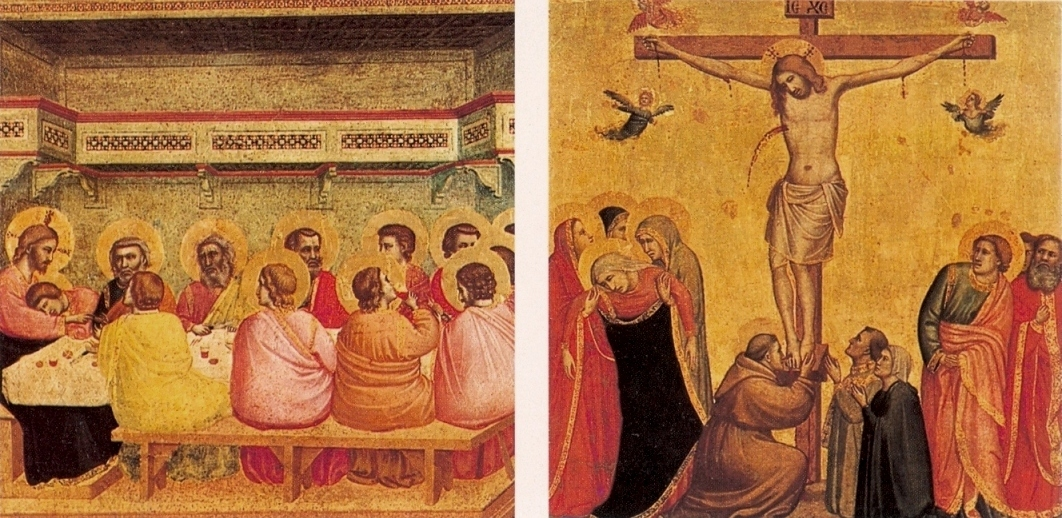
Тайная вечеря и Распятие. Старая пинакотека, Мюнхен
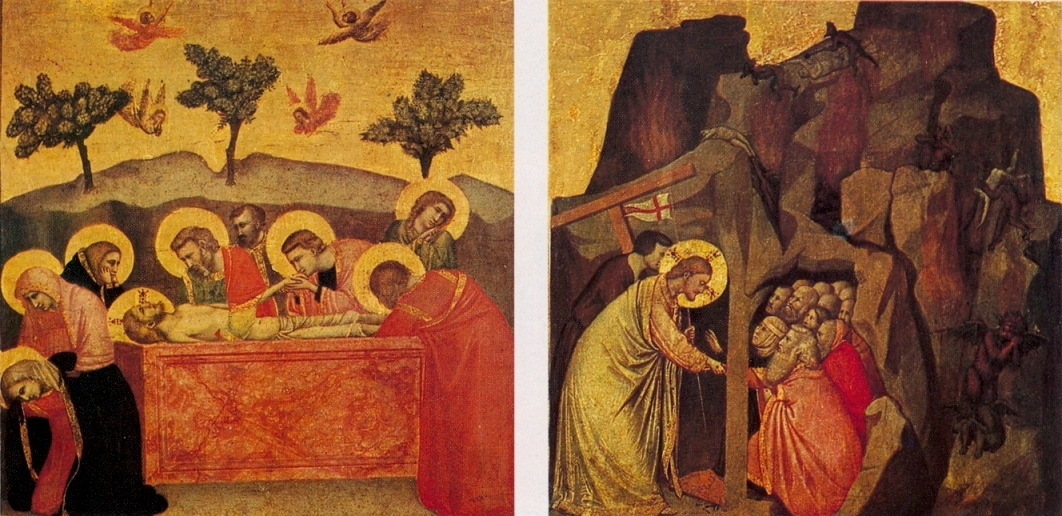
Успение (Колл. Бернсона, Сеттиньяно) и Сошествие во ад (Старая пинакотека, Мюнхен)
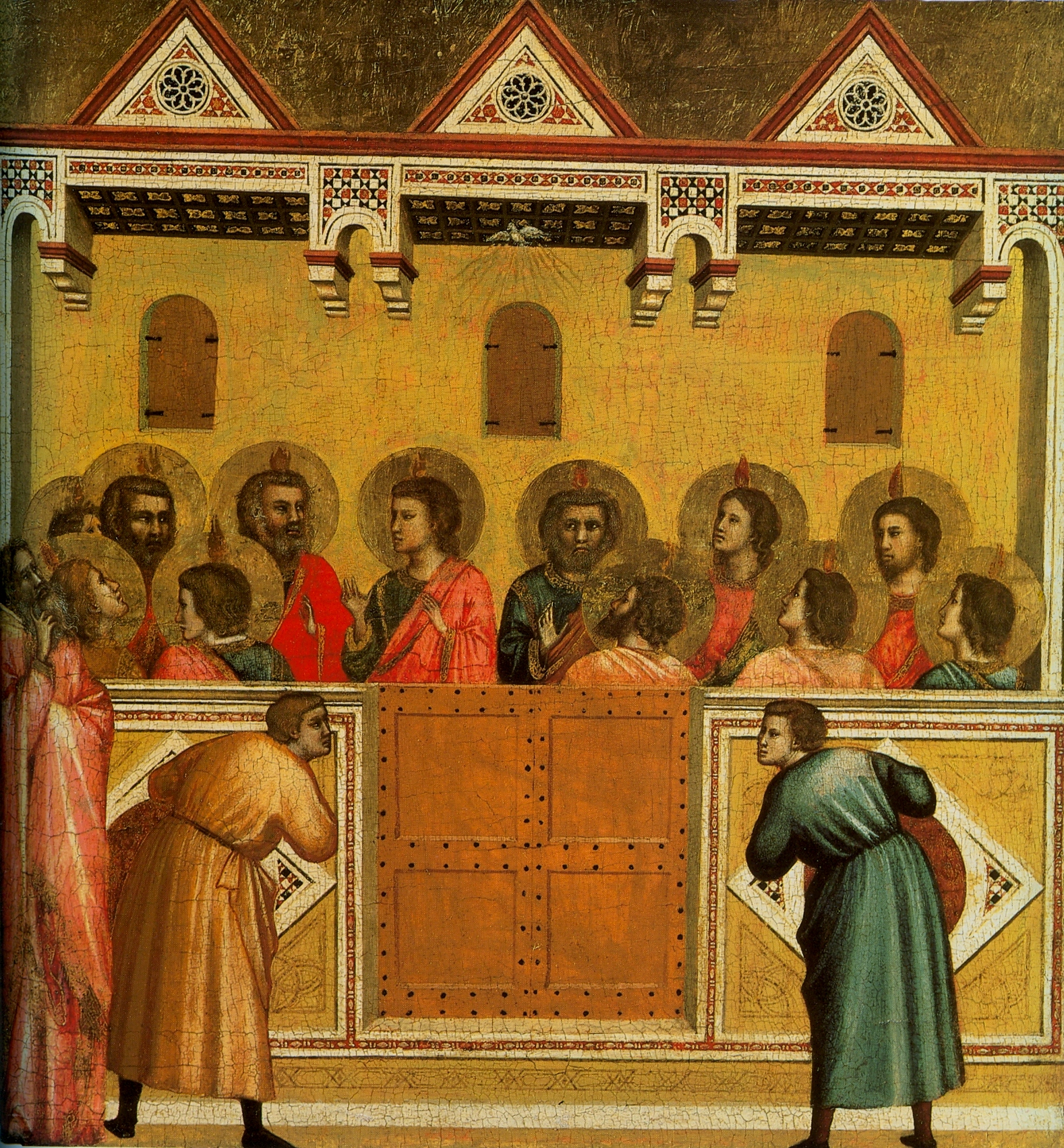
Пятидесятница (Лондонская Национальная галерея)

Другое разрозненное и, возможно, неполное произведение Джотто — серия из семи небольших сцен, посвящённых жизни Христа. Они хранятся в разных музеях, но имеют примерно одинаковые размеры (в среднем 45×44 см). Это «Рождество и Поклонение волхвов» (Музей Метрополитен, Нью-Йорк), «Принесение во храм» (Бостон, Музей Гарднер), «Тайная вечеря», «Распятие» и «Сошествие во ад» (все в Старой Пинакотеке, Мюнхен), «Успение» (Сеттиньяно, собрание Бернсон) и «Праздник чёток» (Национальная галерея, Лондон). Исследования в рентгеновских лучах подтвердили, что все сцены раньше были написаны на одной длинной доске (не менее трёх метров), которая вряд ли была пределлой какой-либо алтарной картины. Скорее всего, она была самостоятельным алтарным образом, который, судя по тому, что в сцене Распятия у ног Христа изображён францисканец, ранее находилась во францисканском храме. Возможно, это была церковь Сан Франческо в Борго Сан Сеполькро, так как Джорджо Вазари упоминает работу с маленькими людскими фигурами, исполненную Джотто в этом храме. Тщательный стилистический анализ обнаружил в этих сценах несколько разных манер, поэтому исследователи пришли к выводу, что в работе над ними участвовали несколько ассистентов. Центральной сценой этого произведения, вероятно, было Распятие, остальные располагались справа и слева от него предположительно в том порядке, в каком они приведены здесь.

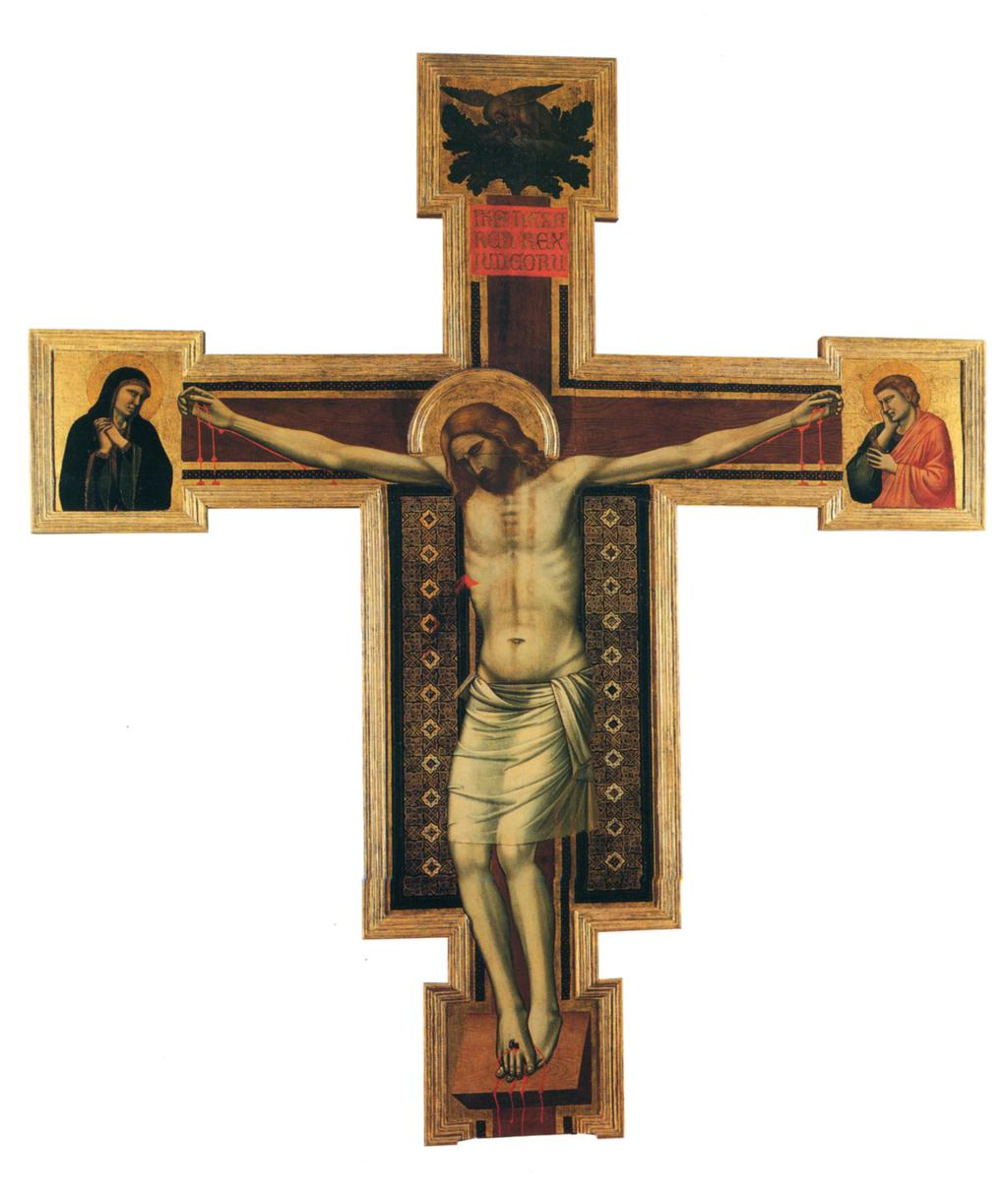
Расписной крест. 1330-е гг. Церковь Сан-Феличе, Флоренция
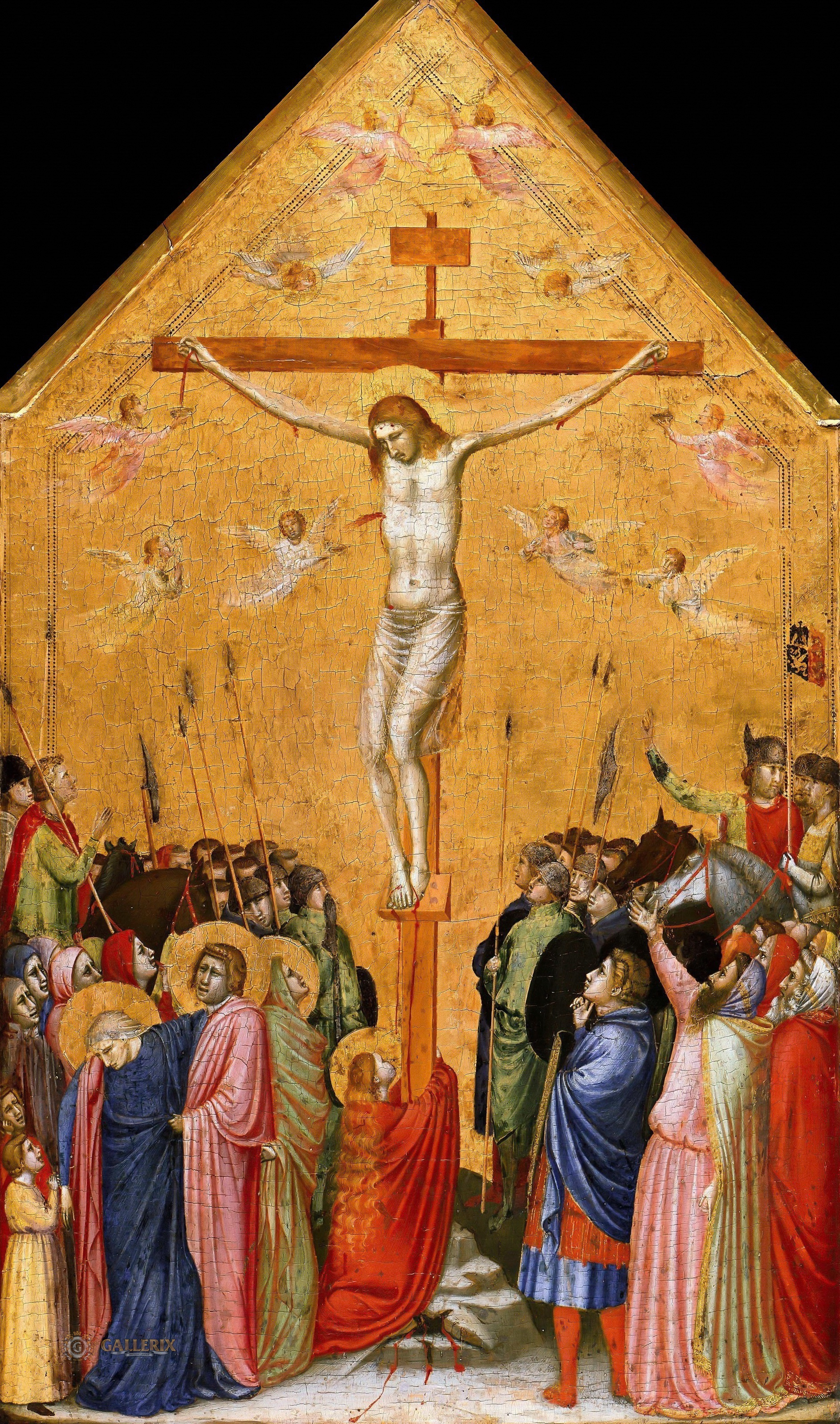
Распятие. 1330-е гг. Государственные музеи, Берлин
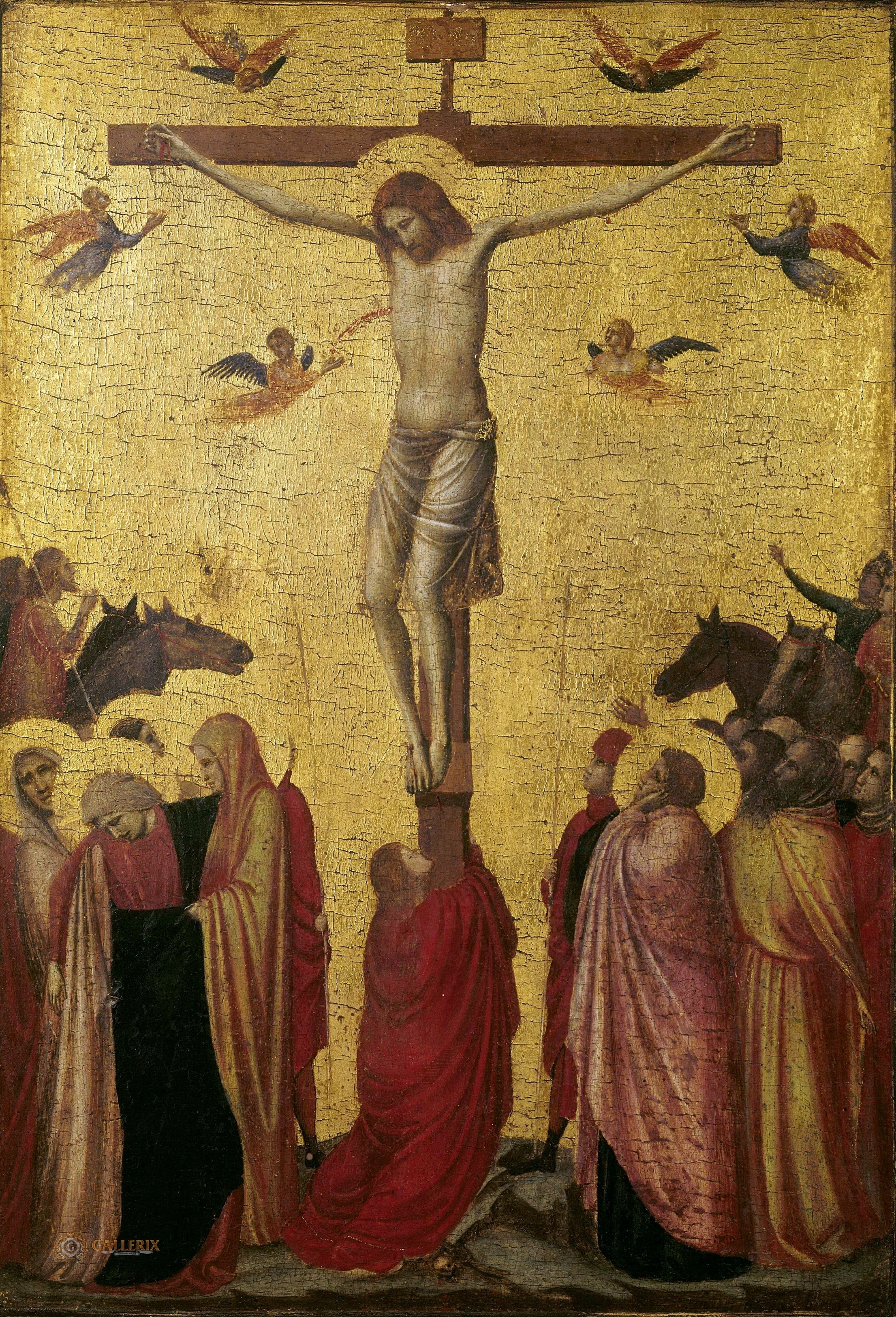
Распятие. 1330-е гг. Муниципальный музей, Страсбург

К более позднему периоду относят ещё один расписной Крест из церкви Сан-Феличе во Флоренции, который Джотто исполнил вместе с учениками. К этому времени относят и две сцены Распятия (Городской музей, Страсбург и Государственные музеи, Берлин). Исследователи видят новации этих двух Распятий в том, что толпа, изображённая у подножья, передана так, как если бы рама картины перерезала по краям скопление людей, на самом деле гораздо более многочисленное. Несомненно, что все эти работы принадлежат «кругу Джотто», однако точно утверждать, что это произведения самого Джотто, нельзя.
В свой поздний период Джотто ди Бондоне, будучи назначенным capomastro — руководителем работ по строительству флорентийского собора, вынужден был делить свои творческие усилия между строительными работами во Флоренции и престижными заказами, поступавшими из других городов Италии. Между 1329 и 1333 годами он работал в Неаполе для короля Роберта Анжуйского, около 1335 года — в Милане, для правителя Аццоне Висконти. От этого времени остались два крупных станковых произведения — «Болонский полиптих» (Пинакотека, Болонья) и «Полиптих Барончелли» (церковь Санта-Кроче, Флоренция).

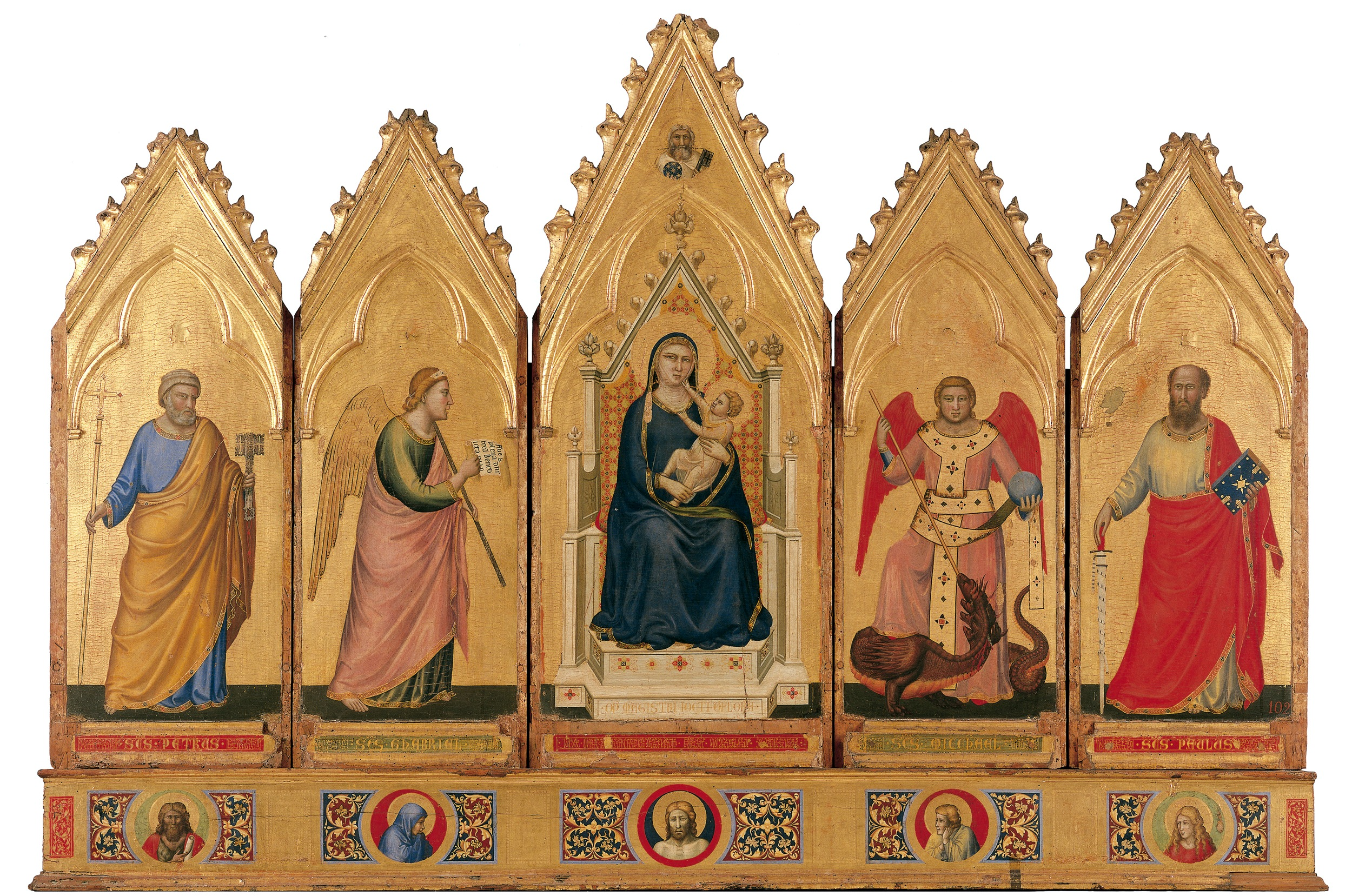
Полиптих. 1330—1335. Пинакотека, Болонья

Болонский полиптих был написан около 1330 года для церкви Санта Мария дельи Анджели и располагался в главном алтаре этой церкви до XVIII века. Болонья во времена Джотто была неординарным городом с университетом и развитой торговлей, французским присутствием и легатом Бертраном де Пюже, который мечтал превратить Болонью в новый Авиньон, то есть в новую папскую столицу. Возможно, именно французским влиянием объясняется усиление готических тенденций, которые можно видеть в Болонском полиптихе. На центральной панели изображена Мадонна с младенцем, сидящая на троне необычно основательном и прочном, но более чем в какой-либо иной картине Джотто, несущем на своей архитектуре отпечаток духа готики. Она держится с почти светской приветливостью и изяществом, присущими знатной даме. Красивейшие украшения, блестящие краски, переливающиеся подобно драгоценным камням, вносят свой вклад в великолепие, отличающее этот полиптих. На боковых панелях художник изобразил двух архангелов — Гавриила и Михаила, и двух апостолов — Петра и Павла. На полиптихе есть подпись Джотто.
«Коронование Марии» из капеллы Барончелли, над декорированием которой Джотто работал не ранее конца 1320-х годов, представляет собой один из последних великих замыслов мастера. На центральной панели изображен Христос, коронующий Богоматерь, у подножья их трона преклонили колена четыре ангела. На боковых панелях расположился ангельский оркестр, сопровождающий музыкой это событие, и вереницы святых. Однообразные, но яркие шеренги улыбающихся святых напоминают упорядоченный Рай — переданный в перспективе, но без границ, поскольку боковые панели могут продолжаться в бесконечность. Вместе с тем, центральная сцена с элегантными и отточенными в своих формах главными действующими лицами содержит в себе нечто от светского изящества придворной церемонии. Одним словом, в произведении очевиден реверанс, сделанный в сторону готической живописи. На этом полиптихе тоже есть подпись автора.

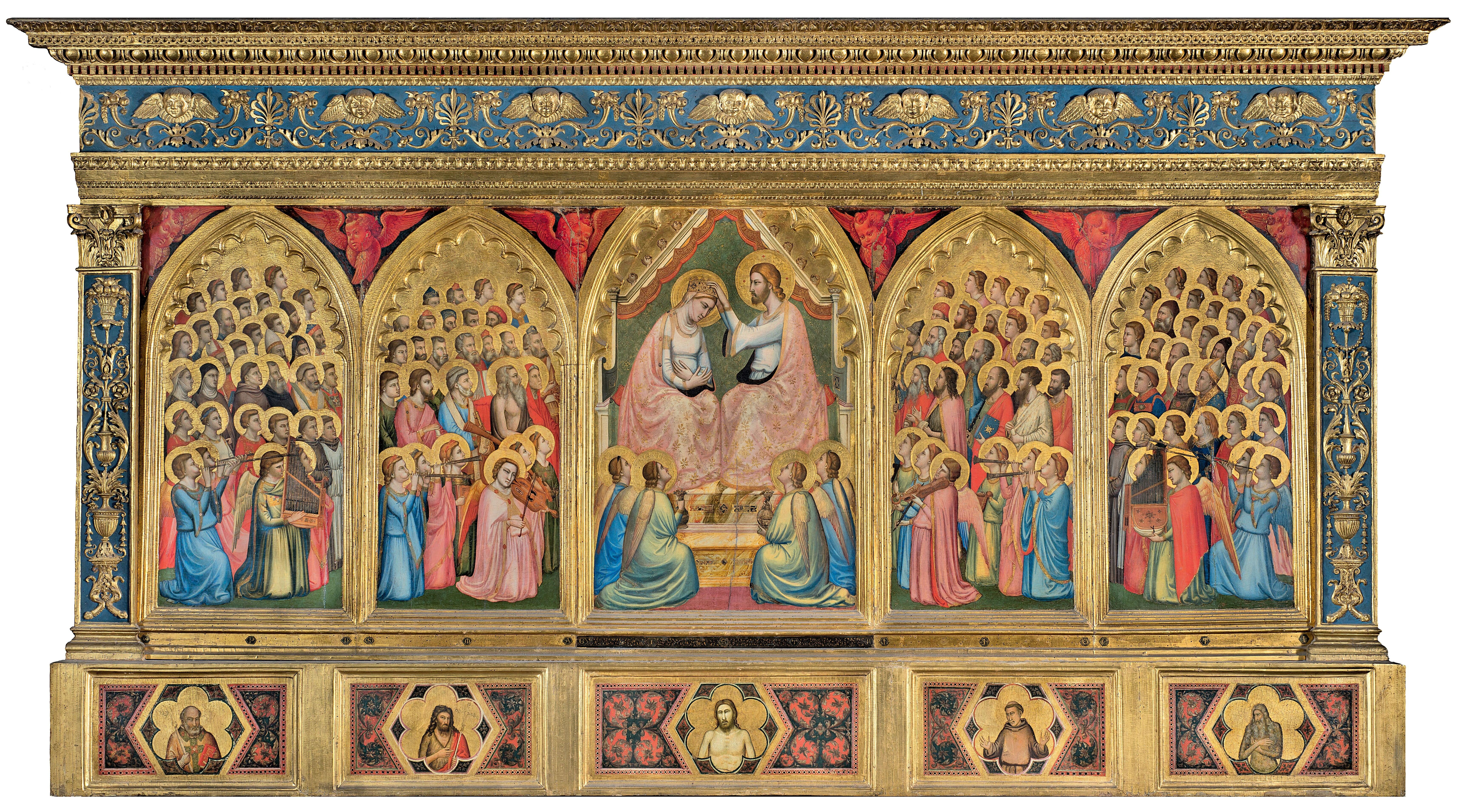
Полиптих Барончелли. Около 1334 г. Церковь Санта-Кроче, Флоренция
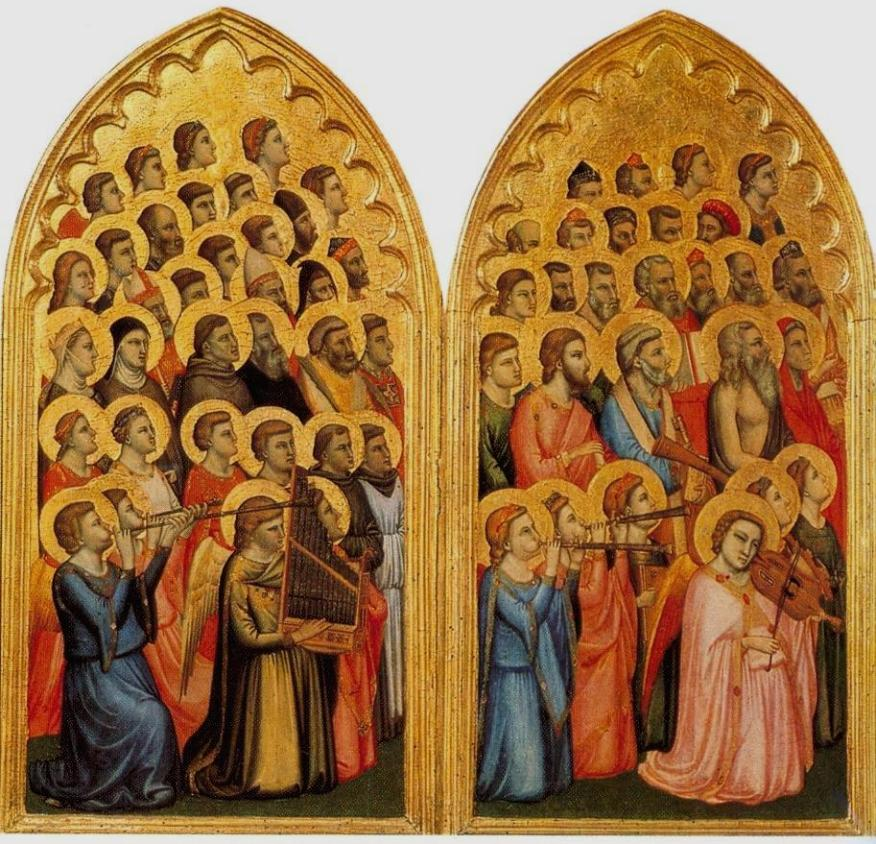
Полиптих Барончелли (левая часть). Около 1334 г. Церковь Санта-Кроче, Флоренция
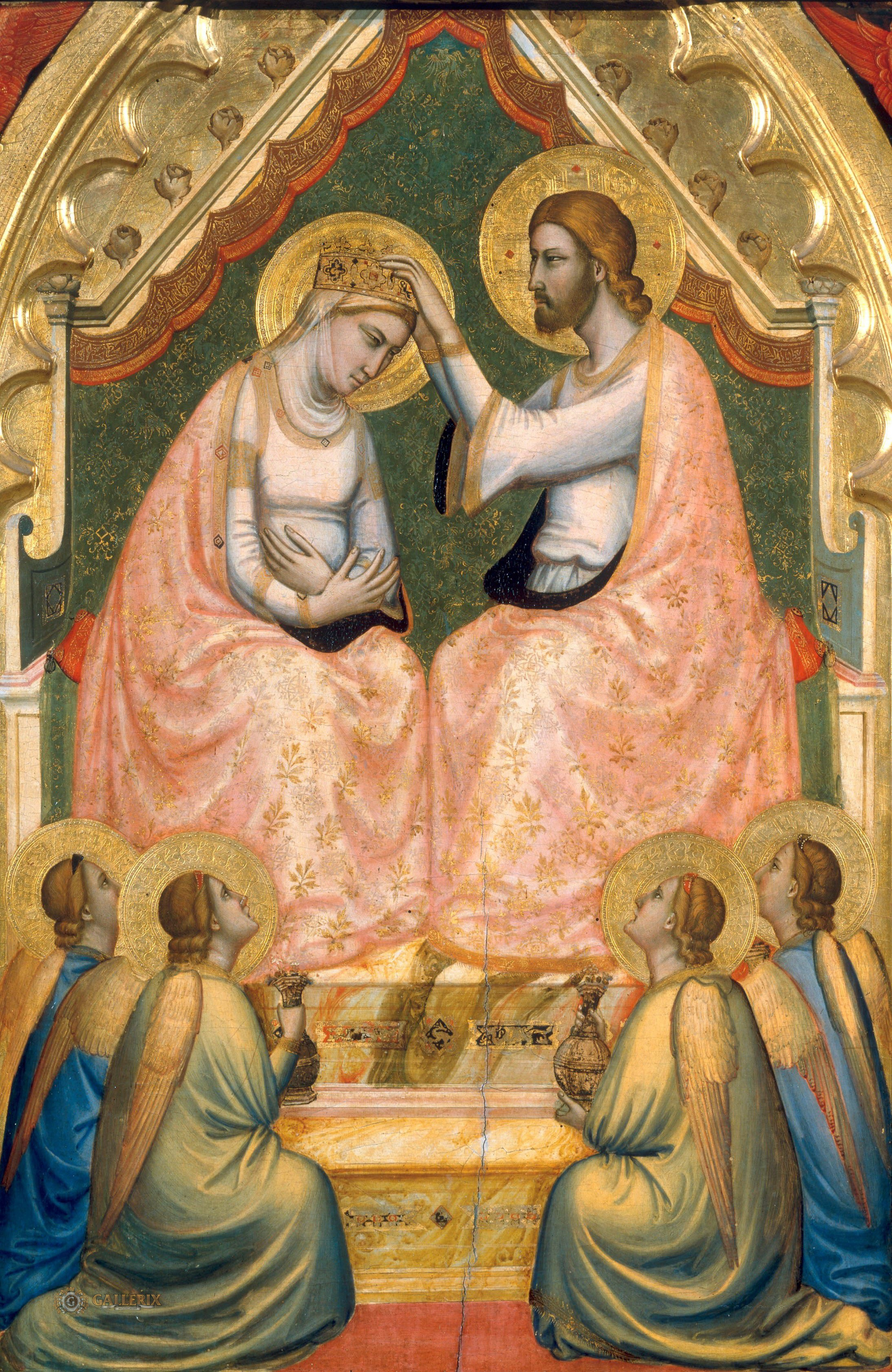
Полиптих Барончелли (центральная часть). Около 1334 г. Церковь Санта-Кроче, Флоренция
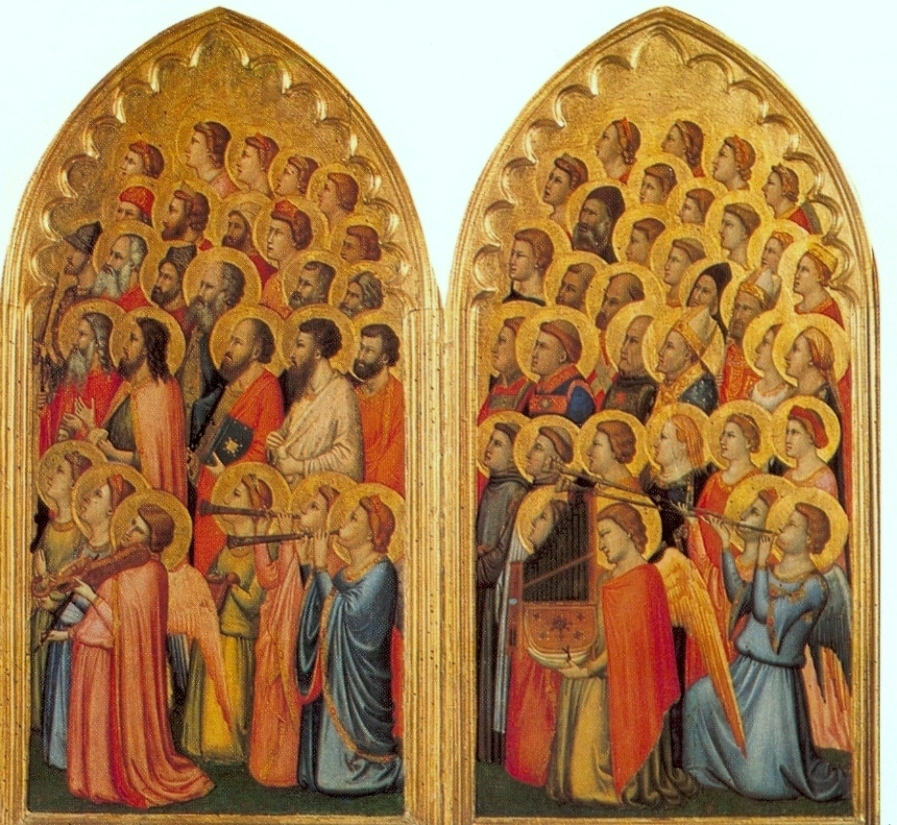
Полиптих Барончелли (правая часть). Около 1334 г. Церковь Санта-Кроче, Флоренция
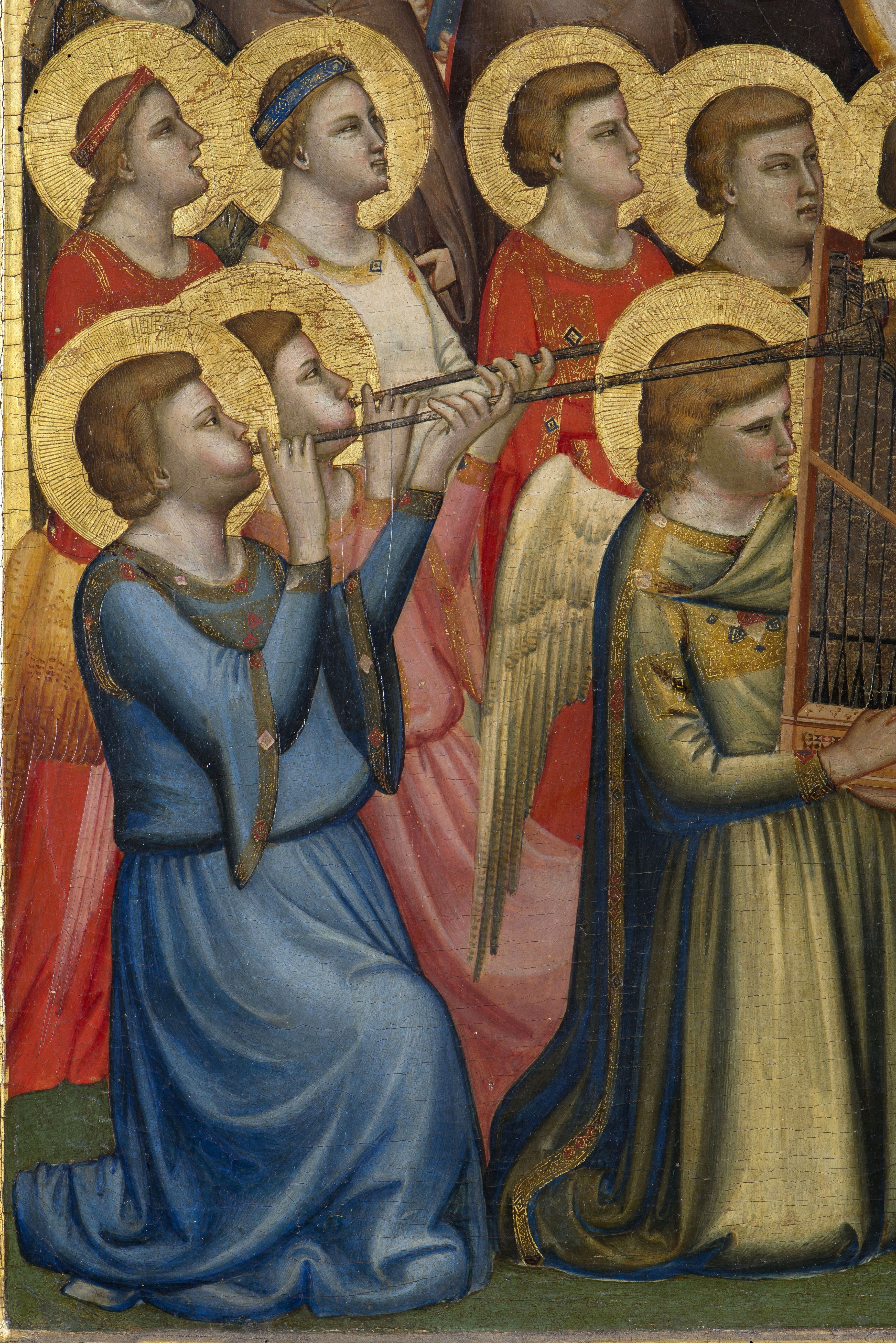
Полиптих Барончелли. Деталь. Около 1334 г. Церковь Санта-Кроче, Флоренция
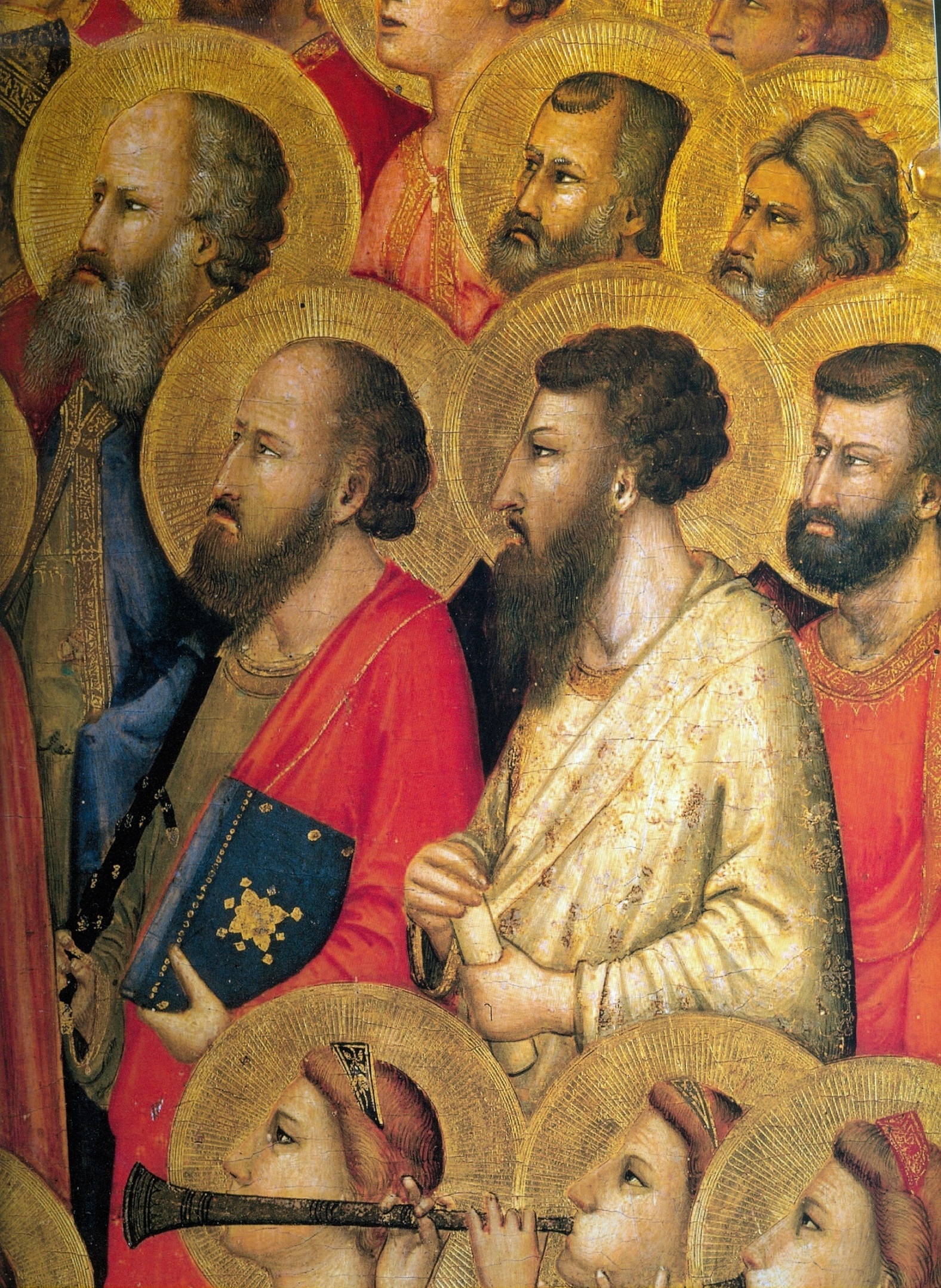
Полиптих Барончелли. Деталь. Около 1334 г. Церковь Санта-Кроче, Флоренция

## Основные работы
- Церковь Сан-Франческо в Ассизи
- Капелла Скровеньи в Падуе
- Церковь Флорентийского аббатства (итал. Badia Fiorentina) во Флоренции
- Церковь Святого Креста во Флоренции

## Стиль Джотто
Характерные для ранних работ Джотто яркий свет и тщательная проработка деталей тесно связаны между собой. В самом деле, хотя на полотне или на фреске перед нами присутствует иллюзия реальности, её изображение, однако и в реальности чем ярче освещение, тем лучше видны детали. Появление чувства пространства, композиционное мастерство Джотто, искусное смещение оптической перспективы, чтобы направить взгляд зрителя, необычно светлые тона фресок, умение достигать живописных эффектов не за счёт количества цветов, а за счёт градации их оттенков — все эти черты проявились в творчестве Джотто достаточно рано и стали характерными приметами его неповторимого стиля.
Особенности фресок, выполненных мастерской Джотто, по словарю Брокгауза: «Сдержанность и достоинство в трактовке сюжетов, пластическая моделировка объёмов, чёткость пространственных построений, выразительность жестов и поз, светлый праздничный колорит и внутреннее художественное единство делают эти росписи уникальными в истории монументально-декоративной живописи».
Джотто выразил в своих работах материальность и пространственную протяжённость, использовав ряд уже известных в его время приёмов — угловые ракурсы, упрощённую античную перспективу. Если считать сюжетное пространство работ того времени в определённом смысле религиозным театром, то Джотто сообщил сценическому пространству иллюзию глубины, ясность и чёткость структуры объёмного мира. Одновременно он разработал приёмы моделировки форм при помощи постепенного высветления основного, насыщенного красочного тона, что позволило придать формам почти скульптурную объёмность и в то же время сохранить сияющую чистоту цвета, его декоративные функции. Интересно, что в этом балансе между новизной пространства и красотой цвета живописность не потеряла своих драгоценных свойств, приобретённых за долгий период развития религиозного изобразительного искусства. В этом сказалась итальянская традиция, всегда сохранявшая чувство красоты и линии, и цвета.
Одним из источников стиля Джотто, наверное, является утончённость живописи, присущая мастерам при папском дворе в Авиньоне. Впрочем, далеко не все работы, приписываемые Джотто, имеют свидетельства его авторства. Исследователям приходится опираться на стилистическое сходство, и только их объединённое мнение может решать эти вопросы. Например, тончайшие градации трёх цветов: жёлтого, розового и зелёного, особая утончённость и даже в некотором роде рафинированность складок одежды, как в их рисунке, так и в переходах цвета — всё это для внимательного и искушённого взгляда может служить доказательством авторства Джотто. Сам же Джотто оказал влияние на формирование ведущих школ итальянской живописи XIV века, прежде всего, флорентийской школы, а также на мастеров, работавших в Сиене и Падуе. К его наследию неоднократно обращались последующие мастера итальянского Возрождения от Мазаччо до Микеланджело.

## Итоги творчества
Считается, что в своём творчестве Джотто сумел преодолеть стиль иконописи, общий для Италии и Византии. Плоское, двухмерное пространство иконы Джотто превратил в трёхмерное, создав использованием светотени иллюзию глубины. Это в первую очередь относится к смелому объёму архитектуры в работах Джотто. Дальше можно назвать моделировку объёма одежды. Именно эти изображения в первую очередь поражали зрителя и вызывали споры, признания и обвинения в разрушении единого стилистического пространства произведения.
Шаги к реализму и в самом деле носили противоречивый характер, и это противоречие продолжало преследовать живопись и много веков спустя после Джотто, до сих пор вызывая споры, что же на самом деле в живописи реализм. В самом деле, именно двухмерность пространства на плоском изображении отвечает реальности, которую легко можно проверить, проведя по изображению ладонью. Трёхмерность на доске или фреске — иллюзия, и с этой точки зрения куда реалистичнее как раз двумерное изображение. Поэтому сейчас стараются избегать самого названия «реализм», называя его более точно «чувством пространства». Конечно, Джотто не был первым живописцем, использовавшим этот приём. Сам по себе этот приём был хорошо известен и до Джотто. Но Джотто стал первым талантливым мастером, широко использовавшим изображение трёхмерного пространства в своих работах. Не в каждой из его работ трёхмерность прослеживается последовательно, и почти нигде она не присутствует во всех частях и деталях. И всё-таки он проработал этот приём лучше своих предшественников, а самое главное: само применение иллюзии трёхмерности на двумерном пространстве холста оказалось созвучно духу времени. Интерес Джотто к сложным пространственным и оптическим эффектам изменил историю живописи больше, чем какие-либо живописные приобретения его современников.
Переход к трёхмерному изображению ко времени творчества Джотто уже назрел, потому что подобного рода попытки предпринимались всё чаще. Изобразительное искусство могло развиваться, только находя новое качество изображения, потому что чисто живописные и сюжетные резервы развития были к этому времени объективно исчерпаны. За многие столетия иконописи художники использовали все возможные религиозные сюжеты и исследовали все живописные возможности основных цветов. Между тем творческий дух, свойственный человеку, требовал идти дальше. Поэтому появление Джотто было не случайностью, а закономерностью. Рано или поздно кто-то всё равно предпринял бы подобные попытки смело, талантливо и решительно: наверное, не совсем так, как это сделал Джотто, но примерно в таком же духе. Новая эпоха в живописи ко времени жизни Джотто уже созрела для своего появления.
Оценивая творчество Джотто, необходимо учитывать несовершенство самой технической стороны живописи во времена Джотто, по сравнению с современной. Речь идёт о подготовке дерева, качестве грунта и способах грунтовки штукатурки, разнообразии и качестве красок и их смесей, кистях и других средствах, необходимых для живописца. Конечно, если бы Джотто или другие мастера ранних эпох имели в своём распоряжении средства совершенней тех, которые они имели, в целом ряде отношений их произведения стали бы другими. Поэтому при оценке дарования мастера живописи прошедших эпох никогда нельзя забывать, с каким багажом подручных средств они имели дело. Только тогда станет ясно, насколько их талант был способен преодолевать технические обстоятельства.

## Джоттески
В Италии учеников и последователей Джотто называют «джоттесками» (итал. giotteschi). К ним относят: Альтикьеро да Дзевио, Гаддо ди Дзаноби, Таддео Гадди, Аньоло Гадди, Бернардо Дадди, Джованни даль Понте, Мазо ди Банко, Никколо ди Пьетро Джерини, Пьетро Лоренцетти и многих других.

### Вазарио Джотто
Мы должны, как мне думается, быть обязанными Джотто, живописцу флорентийскому, именно тем, чем художники-живописцы обязаны природе, которая постоянно служит примером для тех, кто, извлекая хорошее из лучших и красивейших её сторон, всегда стремятся воспроизвести её и ей подражать, ибо с тех пор, как приёмы хорошей живописи и всего смежного с ней были столько лет погребены под развалинами войны, он один, хоть и был рождён среди художников неумелых, милостью Божьей воскресил её, сбившуюся с правильного пути, и придал ей такую форму, что её уже можно было назвать хорошей. И поистине чудом величайшим было то, что век тот, и грубый, и неумелый, возымел силу проявить себя через Джотто столь мудро, что рисунок, о котором люди того времени имели немного или вовсе никакого понятия, благодаря ему полностью вернулся к жизни.
Достаточно того, что все эти произведения в целом принесли Джотто славу величайшую за прекрасные фигуры и за стройность, пропорциональность, живость и лёгкость, чем он обладал от природы, и что сильно приумножил при помощи науки и сумел ясно во всем показать. А так как помимо того, чем Джотто обладал от природы, он был и весьма прилежным и постоянно задумывал и почерпал в природе что-либо новое, он и заслужил то, чтобы быть названным учеником природы, а не других учителей.
Я — это тот, кем угасшая живопись снова воскресла.

Чья столь же тонкой рука, сколько и легкой была,

В чём недостаток искусства, того не дала и природа,

Больше никто не писал, лучше — никто не умел.

Башне ль дивишься великой, звенящей священною медью?

Циркулем верным моим к звездам она взнесена.

Джотто — прозвание мне. Чье творение выразит это?

Имя мое предстоит долгим, как вечность, хвалам.

## Детали росписей Капеллы дель Арена в Падуе

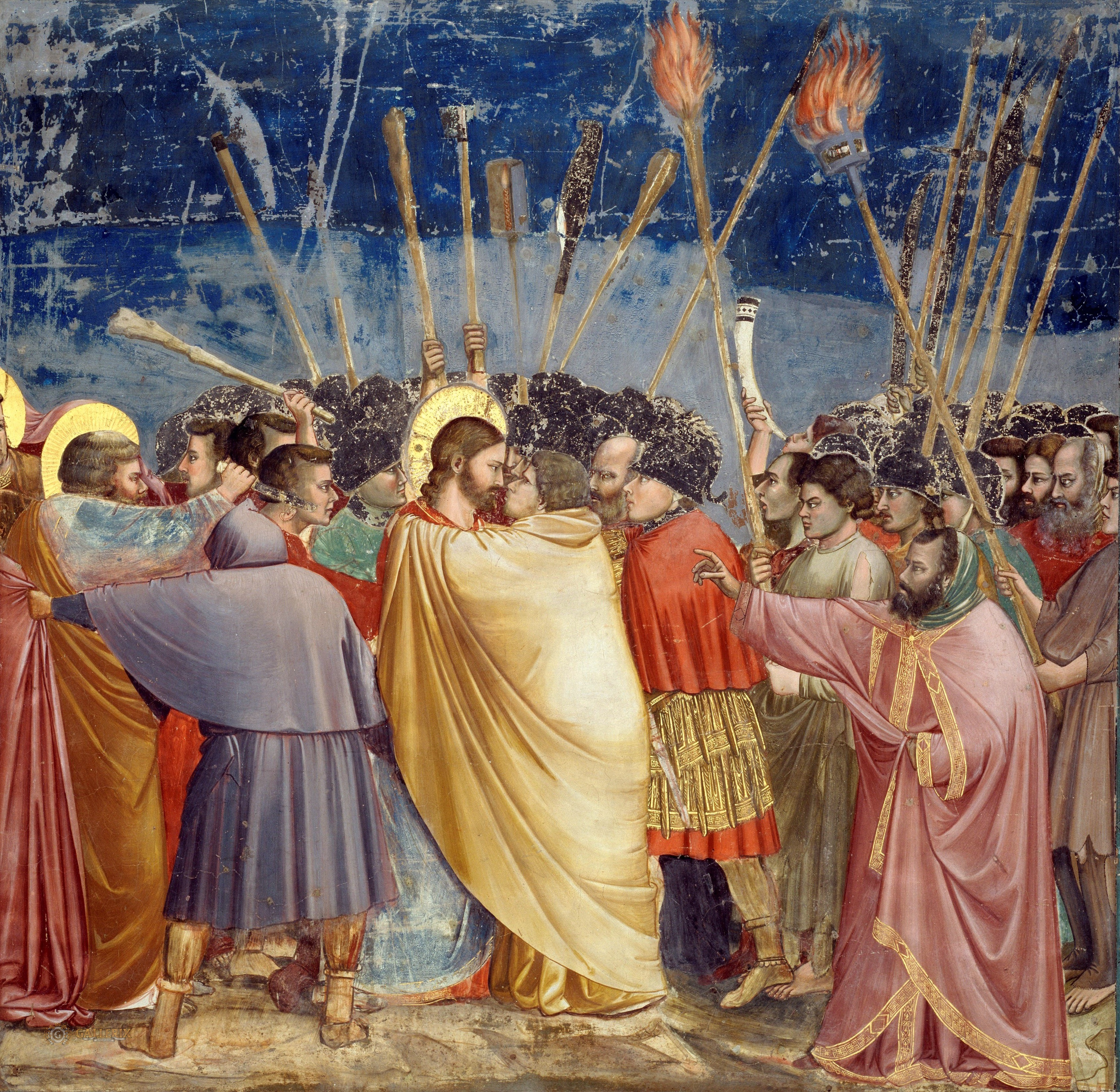
Поцелуй Иуды
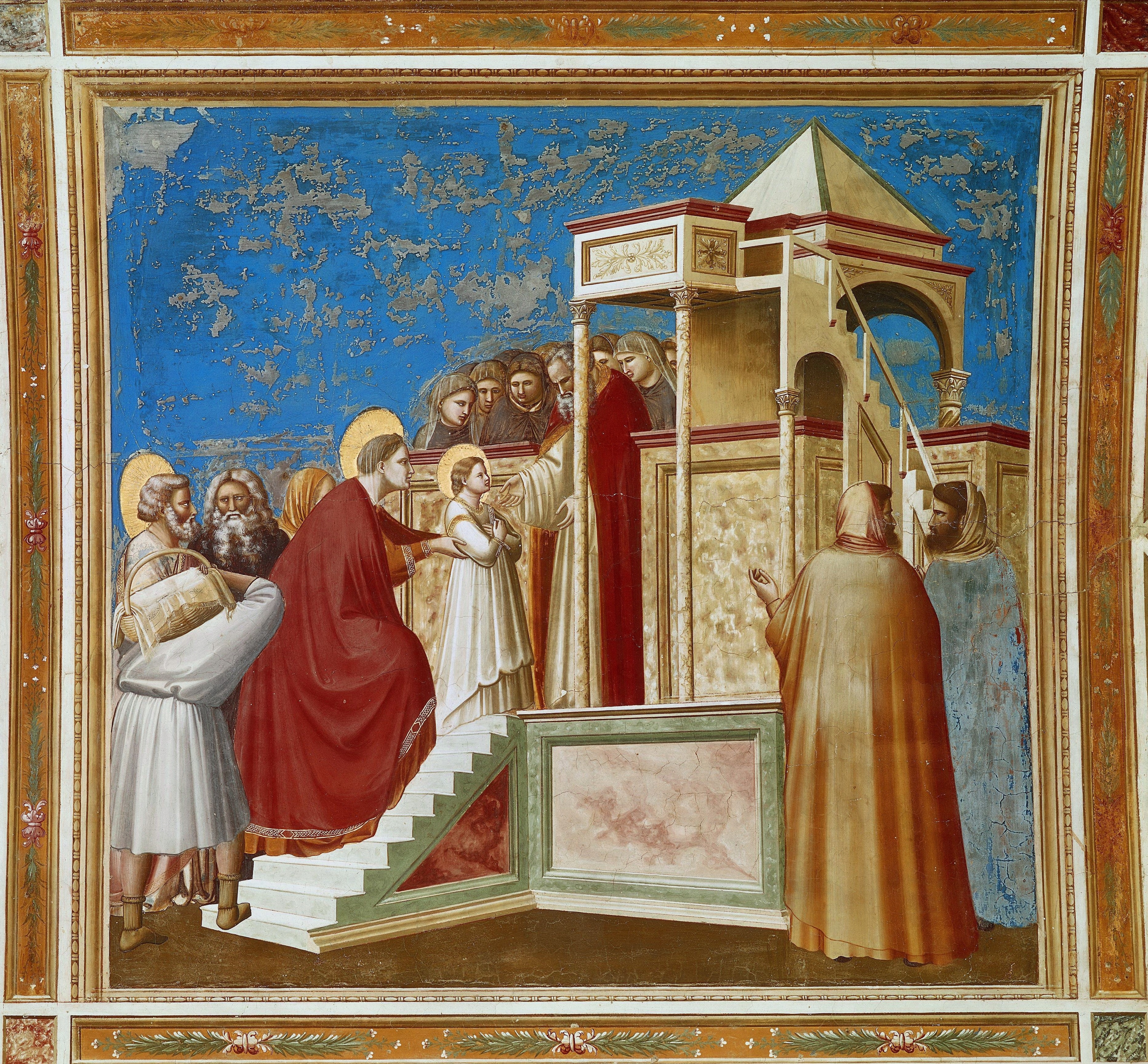
Введение во храм
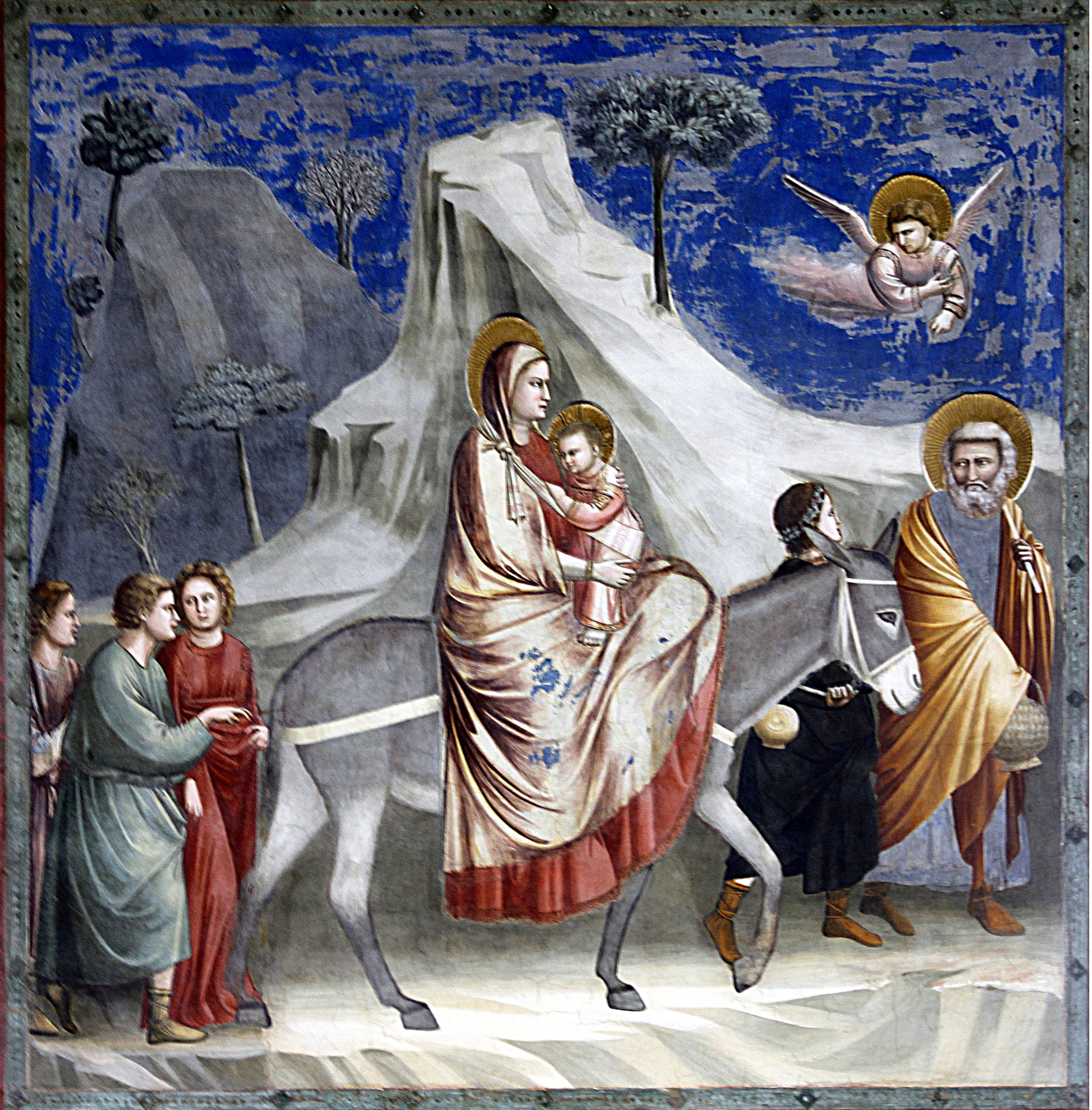
Бегство в Египет
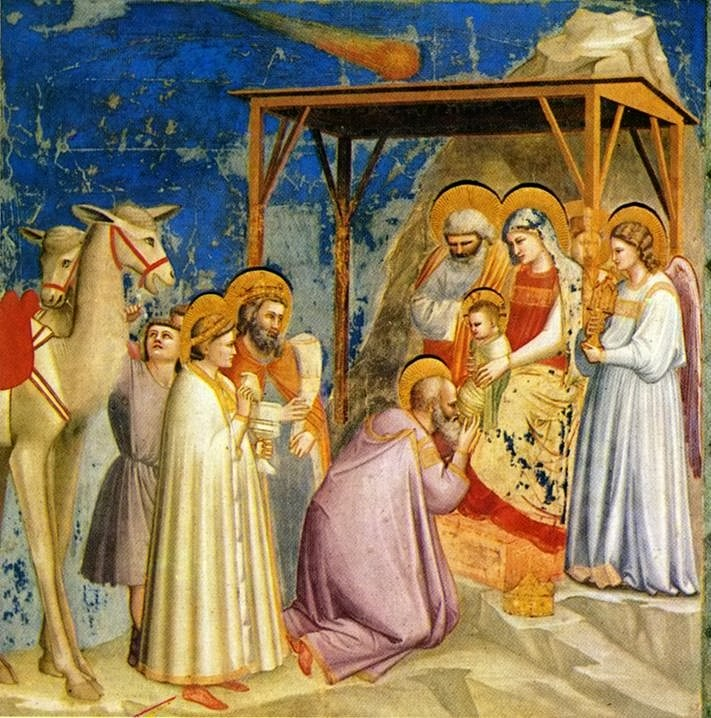
Поклонение волхвов
Благословение Анны

## Память
Про талант Джотто уже Бокаччо писал, что тот вывел искусство на свет, и что он — лучший живописец на свете. Бокаччо отличает его от других художников-«потешников», о мастерстве которых ему нечего сказать. Автор второй половины XIV века Франко Сакетти в своих новеллах тоже объявляет Джотто великим мастером живописи и мастером семи свободных искусств. Скорее всего, Сакетти тут пользуется анекдотом, образ Джотто тут сильно приукрашен.
Именем Джотто названы астероид № 7367, кратер на Меркурии и космический аппарат, исследовавший комету Галлея.
В 2017 году Республика Сан-Марино выпустила памятную монету достоинством в 2 евро в честь 750-летия со дня рождения Джотто ди Бондоне.

## Образ в кинематографе
- "Евангелие от Джотто. Капелла Скровеньи в Падуе" (Il Vangelo secondo Giotto. La Capella degli Scrovegni a Padova) — 2004 г., док. фильм. Реж. Лука Кришенти (Luca Criscenti), Нино Кришенти (Nino Criscenti).
- "Амаркорд"  — 1973 г., реж.  Федерико Феллини. Сцена в сельской школе: учительница рассказывает, почему Джотто ценится в итальянской культуре[15].